# Эльбрус
Эльбру́с (раннее название Эльборус) — стратовулкан на Кавказе (5642 метра над уровнем моря) — самая высокая горная вершина России и Европы при условии проведения границы между Европой и Азией по Главному Кавказскому хребту или южнее (в иных случаях высочайшей вершиной Европы считается альпийская гора Монблан).
Эльбрус включён в список высочайших вершин частей света «Семь вершин». Стекающая с его склонов талая ледниковая вода питает одни из наиболее крупных рек Северного Кавказа: Кубань, Малку и Баксан. За счёт хорошо развитой транспортной и сопутствующей инфраструктуры Эльбрус и прилегающие к нему районы очень популярны в рекреационном, спортивном, туристическом и альпинистском плане. На седловине Эльбруса (5416 м), разделяющей его Восточную (5621 метров) и Западную (5642 метров) вершины, расположен самый высокогорный приют Кавказа.
Эльбрус входит в список десяти вершин Российской Федерации для присвоения звания «Снежный барс России».

## Этимология
Эльбрус с древности был известен многим народам далеко за пределами Кавказа, поэтому точная этимология происхождения его названия неизвестна. Одной из версий считается ираноязычное происхождение названия от Elburz — «высокая гора». В Иране также есть горы с созвучным Эльбрусу названием Эльбурс. Иранские (и в целом восточные) летописцы называли Эльбурзом весь главный Кавказский хребет. Видимо, уже позднее это наименование сохранилось исключительно за данной горой.
В русском языке встречается также название Шат-гора (возможно, от ингуш. ша — «снег, лёд», то есть «гора, покрытая снегом»; либо от тюрк. шад — «радость», что сходно с кабардинским толкованием).
Из названий коренных жителей Кавказа наиболее распространены: Эльборус Уах' Гамако, то есть гора святая, чудесная, так называли её черкесы, карачаево-балкарское Минги-Тау и кабардинское Ошхамахо (кабард.-черк. Ӏуащхьэмахуэ). Минги-Тау дословно означает «Вечная гора». Кабардинское название Ошхамахо переводится как «гора счастья» (от Ӏуащхьэ — «возвышенность, холм», и махуэ — «счастье»), другое толкование — «гора дня».
У других тюркоязычных народов Эльбрус назывался Джин-Падишах — «повелитель духов», у адыгейцев Къусхьэмаф (Кусхамаф) — «гора, приносящая счастье», у абхазов — Орфи-туб — «гора блаженных», у абазин Урым йхъымгӀва и Урышв ихъымгӀва, в Грузии — იალბუზი (Иалбузи) — «грива снега» или Бурцими — «конусообразно вздымающийся». У дигорцев гора носит название осет. Уарп, у ингушей — ингуш. Аьлбоарз.

## Физико-географическое описание

Эльбрус на карте Карачаево-Черкесии и Кабардино-Балкарии

Эльбрус находится в Боковом хребте Большого Кавказа, в 10 км к северу от Главного Кавказского хребта, на границе республик Кабардино-Балкарии и Карачаево-Черкесии, и представляет собой горный массив вулканического происхождения с диаметром основания 15 км и ярко выраженными Восточной (5621 м) и Западной вершинами (5642 м), разделёнными протяжённой пологой седловиной (перевал Седловина Эльбруса, 5416 м). Расстояние между вершинами 1500 м. Абсолютные высоты цоколя 3200—3800 м. Средняя крутизна склонов 35°. Впервые высота Эльбруса была определена в 1813 году академиком В. К. Вишневским и, по его оценке, составила 5421 м.
Со склонов Эльбруса стекают 23 ледника, общая площадь которых 134 км². Наибольшие из них Большой и Малый Азау, Терскол, Кюкюртлю (возможны варианты названия), Ирик. Максимальная длина эльбрусских ледников — 6—9 км, что почти в два раза короче крупнейших ледников Кавказа Дыхсу и Безенгийского. За последние 100 лет общая площадь ледников сократилась на 18 %, а стекающих в долину Кубани — на 33 %. Ледники Эльбруса питают три наиболее крупные реки Кавказа и Ставрополья: Баксан, Малку и Кубань.

## История вулканической активности в Приэльбрусье
Систематические исследования молодых вулканических пород в Приэльбрусье были начаты Г. В. Абихом ещё в середине XIX века. В последующее время изучением геологии Эльбруса занимались многие известные отечественные учёные, в том числе, В. В. Дубянский, А. П. Герасимов, С. П. Соловьёв, К. Н. Паффенгольц, Е. Е. Милановский, Н. В. Короновский и др. Работы двух последних специалистов подвели итог первому «раннему» этапу исследований вулкана. Они обобщили опубликованные к тому времени результаты изучения геологического строения Эльбруса и на основе геоморфологических и стратиграфических данных предприняли попытку расчленить молодые лавовые толщи, выделить фазы магматизма и проследить эволюцию вулканической активности в пределах этой части Большого Кавказа.
Проведённые в последние десятилетия комплексные геологические исследования позволили уверенно отнести Эльбрус к категории потенциально активных вулканов, что стимулировало повышенный интерес к расшифровке истории и закономерностей развития магматизма в этом регионе, изучению происхождения магматических расплавов, поиску следов природных палеокатастроф, связанных с вулканическими извержениями.
Согласно результатам изотопно-геохронологических исследований (K-Ar и Rb-Sr датирование) наиболее ранними из молодых вулканогенных образований в Приэльбрусье являются плиоценовые риолитовые игнимбриты и туфы четырёх останцов на северных и восточных склонах современной постройки вулкана: в районе перевала Ирикчат (пик Липаритовый), на горе Тузлук, на правом борту долины р. Бирджалысу и к северу от ледника Уллукол. Возраст этих пород составляет 3,0-2,7 млн лет. Вулканический аппарат, с активностью которого связано формирование плиоценовых пирокластических образований туфов на северных и восточных склонах Эльбруса, по-видимому, был расположен в районе перевала Ирикчат; останцы магмоподводящих каналов здесь маркируются серией даек фельзитов. Небольшие по масштабам проявления кислого магматизма отмечены в Приэльбрусье и в начале четвертичного периода (2,0-1,6 млн лет назад). К ним относятся Кыртыкский массив гранит-порфиров в долине одноимённой реки к востоку от современного конуса Эльбруса и дайки фельзитов на водоразделе рек Бийтик-Тёбе и Кюкюртлю к северо-западу от него. Очевидно, что этот импульс вулканической активности в Приэльбрусье являлся отголоском более масштабных извержений, имевших место в этот период времени в среднем течении реки Баксан (в районе современного г. Тырныауз), в первых десятках километров к востоку.
Возобновление вулканической активности в Приэльбрусье произошло в середине четвертичного периода 950—900 тыс. лет назад, в восточной части региона. В устье реки Тызыл образовался лавовый поток базальтовых андезитов; немного южнее у подножья г. Ташлысырт возник одноимённый вулканический конус, сложенный дацитами. Ещё южнее, на междуречье рек Кыртык и Сылтран образовалось несколько лавовых конусов, также извергавших дацитовые лавы. Следующий импульс четвертичного магматизма (800—700 тыс. лет назад) проявился в западной части Приэльбрусья, где известно несколько самостоятельных вулканов раннеплейстоценового возраста (Палео-Эльбрус, Чучхур, Чомарткол и Таш-Тебе). Палео-Эльбрус, реликты постройки которого с разрушенным кратером наблюдаются в истоках реки Кубань, вероятно, был наиболее крупным из них. Его активность началась с трещинных эксплозивных извержений риодацитовых игнимбритов, которые сменились извержениями центрального типа и излияниями дацитовых лав из главного и ряда побочных аппаратов. На последней стадии деятельности вулкана произошло становление субвулканического массива дацитов, в настоящее время вскрытого в разрезах стен Кюкюртлю и Уллу-Кам.
Примерно 250 тыс. лет назад началось формирование современного вулкана Эльбрус. Двухконусный стратовулкан Эльбрус, извергавший лавы дацитового состава, в настоящее время представляет собой округлую в плане вершину со средним диаметром основания около 18 км. Фундамент вулканической постройки вскрыт вплоть до абсолютных отметок 3000-3900 м и сложен палеозойскими метаморфическими породами и гранитоидами. Таким образом, относительная высота вулкана Эльбрус составляет 2000—2500 м.
Вулканическая активность Эльбруса проявилась в течение трёх дискретных фаз (225—170, 110-70 и менее 30 тыс. лет назад), разделённых перерывами продолжительностью десятки тысяч лет. В первую, вторую и в начале третьей фазы извержения происходили из западного конуса; лавовые потоки дацитов растекались к югу, западу и северу от него. Наиболее протяжённым стал Малкинский поток в долине одноимённой реки, длина которого достигает 15 км. В Мезмайской пещере был обнаружен вулканический пепел, относящийся к извержению Эльбруса, которое совпадает по возрасту с похолоданием Хайнрих 5 около 45 тысяч лет назад. В конце III фазы возник восточный конус Эльбруса, извержения происходили из кратера на его вершине и трещинных аппаратов на склонах (например, Акчерьякольский поток). Согласно опубликованным радиоуглеродным данным, полученным по органическому материалу из захороненных почвенных горизонтов, последнее сильное извержение Эльбруса имело место в 50 году н. э. ± 50 лет. И менее интенсивное извержение вулкана было 900 лет назад.
Таким образом, молодой вулканизм на территории Приэльбрусья развивался в течение последних 3 млн лет, и наиболее поздние извержения, вероятно, могли здесь иметь место в историческое время. Согласно новым геофизическим данным, под вулканом Эльбрус на глубине 7—13 км находится магматическая камера с незастывшим расплавом. На южном склоне восточной вершины имеются фумарольные поля, в долине реки Малка известны термальные источники (Джилы-Су). На основании совокупности изотопно-геохронологических и геофизических данных в настоящее время вулкан Эльбрус рассматривается как потенциально-активный.
Схематическая геологическая карта Эльбрусского неовулканического центра доступна по ссылке, детальная геологическая карта южного склона Эльбруса — по ссылке.

3D-изображение Эльбруса

## Климат
Климат района формируется под воздействием сезонной циркуляции воздушных масс, характерной для горного рельефа. Для Приэльбрусья характерна цикличность периодов плохой и хорошей погоды. Летом она составляет 5—7 дней, причём в первой половине лета погода обычно хуже, чем во второй. Лето влажное и прохладное, максимальная температура на высоте 2000 метров может достигать +35 °С, а на высоте 3000 м — +25 °С. Осень начинается в конце августа — начале сентября. Зима на высотах 3000 метров и выше начинается в октябре. Средняя толщина снежного покрова достигает 50—80 см, увеличиваясь с высотой. На южных склонах снега меньше, чем на северных. На отметке 3000 метров средняя температура января составляет −12 °С, а отмеченный абсолютный минимум −27 °С. Весна на Эльбрусе начинается в первой декаде мая. Снег на отметках 3000 метров сходит (часто в виде мокрых лавин) до конца мая. На больших высотах могут оставаться постоянные снежники и фирновые поля, за счёт которых ледники наращивают свою массу. Но всё-таки на высотах более 5000 метров снег не тает, несмотря на температуру воздуха и другие погодные условия.
| Показатель | Янв.  | Фев.  | Март  | Апр. | Май  | Июнь | Июль | Авг. | Сен. | Окт. | Нояб. | Дек.  |
| --- | ----- | ----- | ----- | ---- | ---- | ---- | ---- | ---- | ---- | ---- | ----- | ----- |
| Средний суточный максимум, °C                                                                                  | −11,1 | −9,1  | −6,1  | −1,5 | 3,3  | 8,4  | 12,1 | 12,4 | 8,2  | 2,3  | −4,5  | −9,7  |
| Средняя температура, °C                                                                                        | −14,8 | −13,2 | −9,8  | −5,1 | −0,6 | 4,4  | 8    | 8    | 3,6  | −2,3 | −8,9  | −13,4 |
| Средний суточный минимум, °C                                                                                   | −18,6 | −17,4 | −14,2 | −9,4 | −5,1 | −0,4 | 3,4  | 3,4  | −1,2 | −7   | −13,3 | −17,4 |
| Источник: Климат: Эльбрус - Климатический график, График температуры, Климатическая таблица. Climate-Data.org. |       |       |       |      |      |      |      |      |      |      |       |       |

## История восхождений

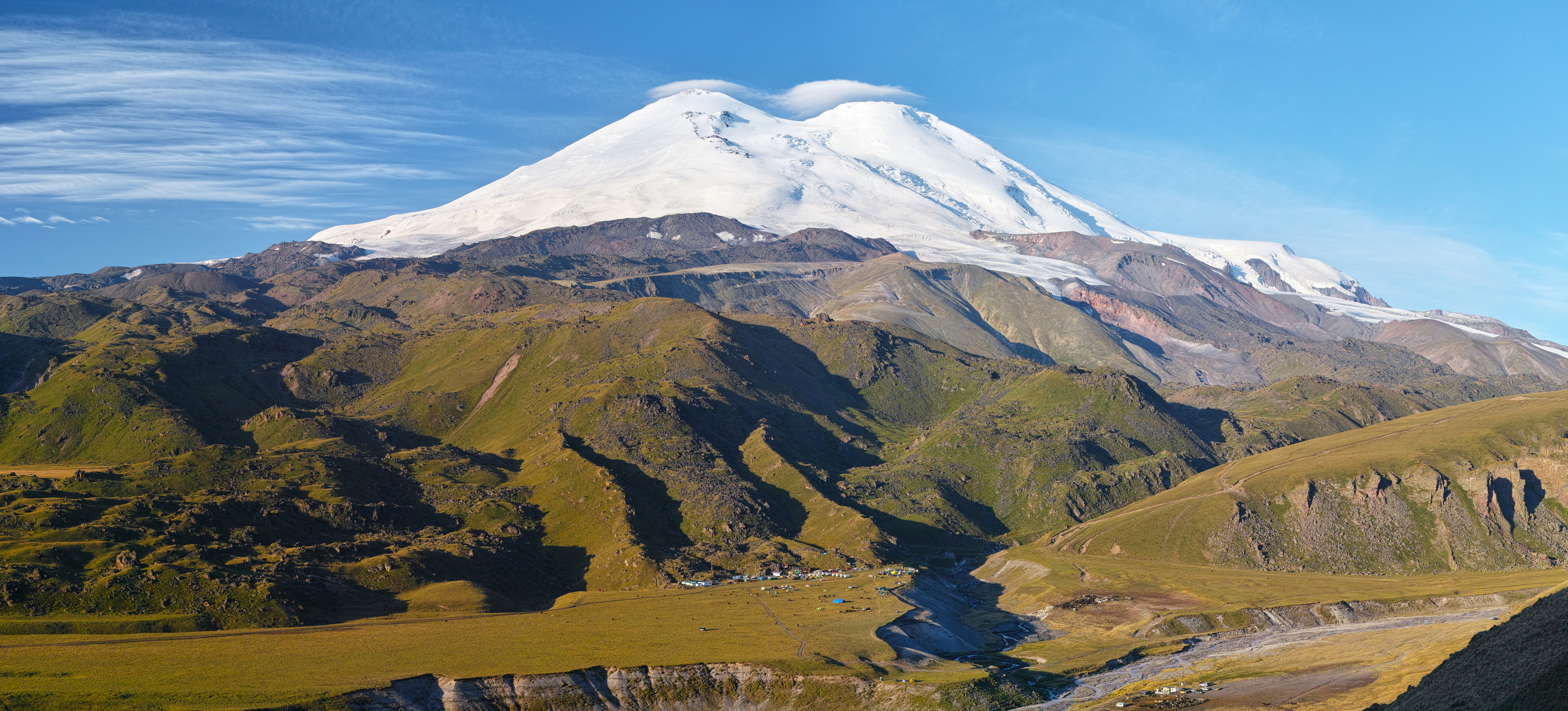
Путь первовосходителей. Река Малка (Кызылкол), поляна Эммануэля и скалы Ленца.

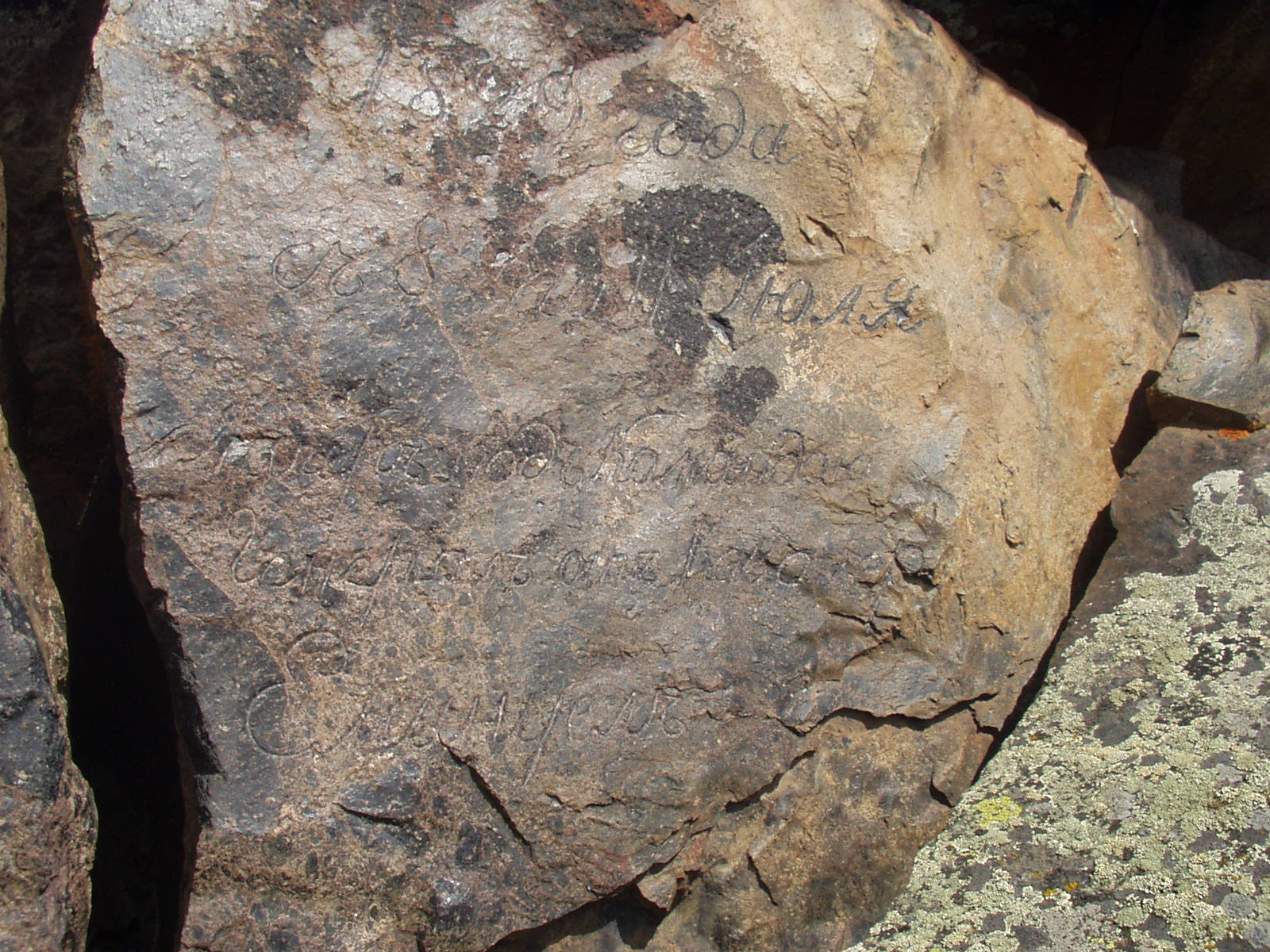
Надпись на «Эмануэлевской скале»: «1829 года с 8 по 11 июля Лагерь под командою Генерала от кавалерии Емануель»

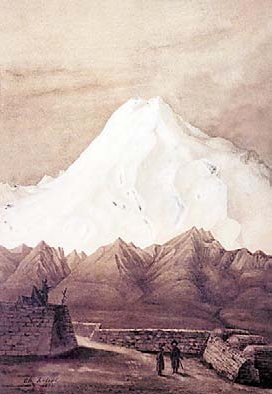
Вид на Эльбрус с Пятигорской крепости. Рисунок Ш. Ребуля

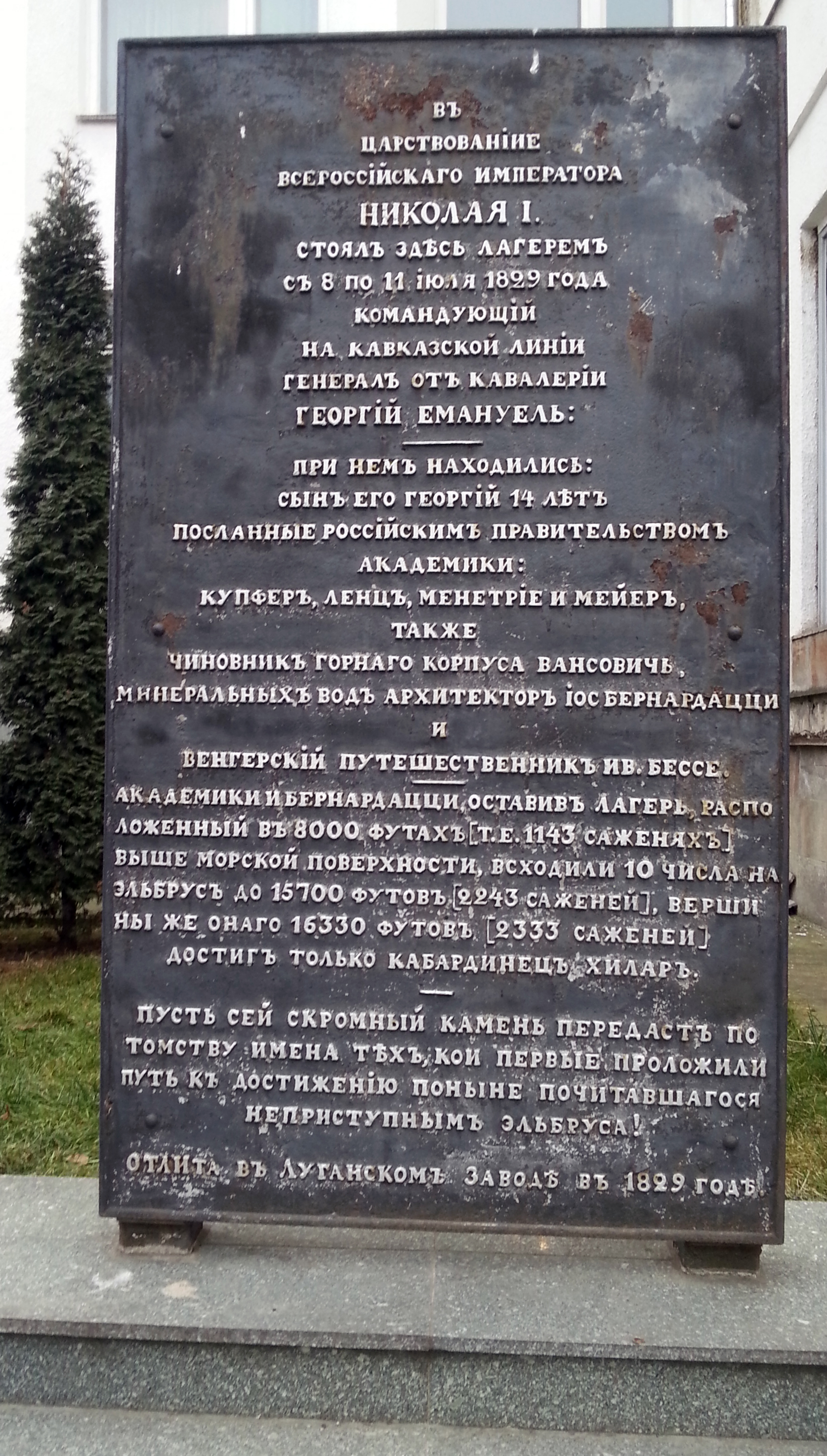
Памятная плита о покорении Эльбруса. Чугун. г. Нальчик. КБР. Отлита на Луганском заводе в 1828 г. Вторая плита на арабском языке установлена в Пятигорске

Первое успешное восхождение на одну из вершин Эльбруса было совершено в рамках научной экспедиции, организованной Российской Академией наук по предложению и под общим руководством начальника Кавказской укреплённой линии генерала Георгия Арсеньевича Эммануэля, в которой принимали участие выдающиеся учёные XIX века профессор Адольф Купфер — основатель Главной геофизической обсерватории Петербурга, физик Эмилий Ленц, зоолог Эдуард Минетрие — основатель Русского энтомологического общества, ботаник Карл Мейер (впоследствии ставший академиком и директором ботанического сада Российской Академии наук), художник-архитектор Иосиф (Джузеппе-Марко) Бернардацци (сделавший первое изображение Эльбруса), венгерский путешественник Янош Бессе. Восхождение осуществлялось с северной стороны Эльбруса от верховий реки Малка через «чёрные горы, среди крутых и скалистых утёсов». В полдень 22 июля 1829 года на Восточную вершину поднялся один из проводников экспедиции К. Хаширов, который принёс с неё чёрный с зеленоватыми прожилками кусок базальта (одну часть которого отослали в Петербург, а вторую Эммануэль вручил Бессе для хранения в национальном музее Будапешта). Остальные восходители смогли достичь лишь высоты примерно 5300 метров. Первое восхождение на Эльбрус приветствовали тремя ружейными залпами. В память об экспедиции её руководитель приказал вырезать на скале рядом с базовым лагерем следующую надпись:

В царствование Всероссийского императора Николая I стоял здесь лагерем с 20 по 23 июля 1829 г. командующий войсками на Кавказской линии генерал от кавалерии Георгий Емануель. При нём находились: сын его Георгий 14 лет, посланные российским правительством академики: Купфер, Ленц, Менетрие и Мейер; чиновник горного корпуса Вансович (возможно, Н. Г. Вансович - прим.), архитектор минеральных вод Иосиф Бернардацци и венгерский путешественник Иван де-Бесс. Академики и Бернадацци, оставив лагерь, расположенный в 8 тысячах футов (1143 сажени) выше морской поверхности, всходили 22 числа на Эльборус до 15 700 футов (2223 сажени). Вершины же оного 16 330 футов (2333 сажени) достиг только кабардинец Киляр. Пусть сей скромный камень передаст потомству имена тех, кои первые проложили путь к достижению, доныне считавшегося неприступным, Эльборуса.
— В. А. Потто. Кавказская война в отдельных очерках, эпизодах, легендах и биографиях.. — Тифлис, 1891. Архивировано 14 июля 2015 года.
«Скала Эммануэля» была обнаружена советскими альпинистами только в 1932 году. Первое восхождение на вершину Эльбруса нашло отражение в трудах многих российских учёных-географов, в частности П. П. Семёнова-Тян-Шанского и Г. И. Радде.
Повторное восхождение на Восточную вершину Эльбруса было совершено в 1868 году группой английских альпинистов под руководством Дугласа Фрешфилда, в этом же году осуществившей первое успешное восхождение на Казбек. Альпинистов сопровождал проводник, — участник первого восхождения А. Соттаев.
Первое восхождение на более высокую Западную (высочайшую) вершину совершила в 1874 году группа английских альпинистов во главе с Флоренсом Гроувом и проводником А. Соттаевым.
В 1890 и 1896 годах Андрей Васильевич Пастухов, русский военный топограф и альпинист, в ходе научных экспедиций по картографированию Кавказа совершил восхождения на Западную и Восточную вершины Эльбруса. В честь значительного вклада А. В. Пастухова в исследования Эльбруса и Кавказа в целом, его именем названа группа скал на южном склоне Эльбруса на высоте 4800 метров.
В 1891 году Готфрид Мерцбахер и Людвиг Пурчеллер с двумя местными проводниками поднялись на Западную вершину Эльбруса с юга от его подножия за 8 часов — самое короткое время с начала истории восхождений.
В 1910 году швейцарские альпинисты Гуги и Де-Рами сделали первыми так называемый «Эльбрусский крест» — поднялись на обе вершины Эльбруса в рамках одного восхождения.

В 1925 году на Эльбрус поднялась первая женщина — А. Джапаридзе. 

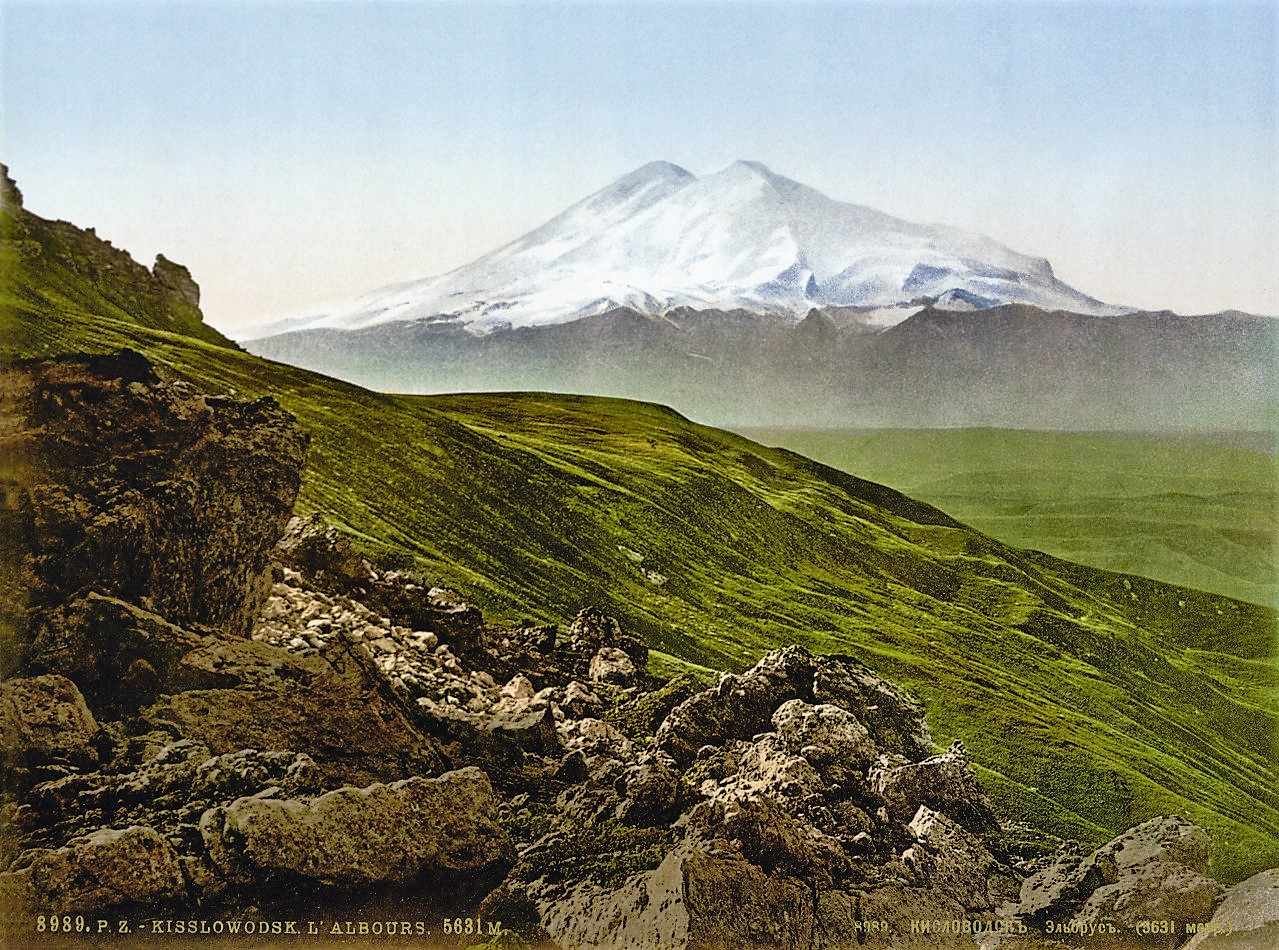
Открытка. XIX век.

В 1934 году советскими альпинистами В. Корзуном и А. Гусевым на Эльбрус было совершено первое зимнее восхождение.
В 1939 году с вершины Эльбруса до «Приюта одиннадцати» совершил первый спуск на лыжах московский горнолыжник В. Гиппенрейтер.
Во время Великой Отечественной войны 21 августа 1942 года в ходе немецкой наступательной операции «Эдельвейс» группа альпийских стрелков из одноимённой горно-стрелковой дивизии под командованием капитана Грота совершила восхождение на Эльбрус и водрузила на Западной и Восточной вершинах флаг своего подразделения. По одной из версий, вместо благодарности немецкие альпинисты получили взыскание — Адольф Гитлер хотел видеть на высочайшей вершине Европы, которую предполагалось назвать «Пик Гитлера», знамя со свастикой, поэтому альпинистам пришлось подняться на неё ещё раз и установить нужный флаг, по другой «… даже несколько дней спустя он перед всем и каждым поносил „этих сумасшедших скалолазов“, которых „следовало бы отдать под военный трибунал“. В самый разгар войны они играют в свои честолюбивые игрушки, — продолжал он возмущённо, — занимают этот идиотский пик, когда он приказал сосредоточить все силы на прорыве к Сухуми». Немецкие штандарты были сняты с вершин советскими воинами 13 и 17 февраля 1943 года.
Начиная с первой четверти XX века, по мере развития сопутствующей инфраструктуры и в силу удобной транспортной доступности и относительной лёгкости с альпинистской точки зрения, восхождения на вершины Эльбруса стали носить массовый характер. Так, в 1928 году на Эльбрус поднялись 32 группы советских альпинистов, в 1935 году на вершине побывало 2016 человек, а в 1960-м только в массовой альпиниаде в честь 40-летия Кабардино-Балкарии участвовало 1395 спортсменов.
С 1989 года на Эльбрусе проводятся ежегодные чемпионаты по скоростному подъёму на его вершины. В 1990 году Анатолий Букреев поднялся на Восточную вершину от Приюта одиннадцати за 1 час 47 минут. В 2006 году дистанцию от поляны Азау (2400 м) до Западной вершины Денис Урубко прошёл за 3 часа 55 минут 58 секунд. До 2017 года мировой рекорд по скоростному восхождению на Западную вершину Эльбруса от поляны Азау принадлежал российскому альпинисту Виталию Шкелю — 3 часа 28 минут 41 секунда. 7 мая 2017 года эквадорский альпинист Карл Эглофф установил новый рекорд по скорости подъёма на вершину — 3 часа 24 минуты 14 секунд. Женский рекорд 16 сентября 2016 года установила Оксана Стефанишина (Россия, Сочи) — 4 часа 09 минут 39 секунд.
В сентябре 1991 года состоялось первое экологическое восхождение «Эльбрус-1991». Восхождение организовали Александр Гаврилов (председатель альпинистского клуба им. Пастухова, Россия, Пятигорск) и Николай Адащик (директор НКП «Пульс», Россия, Пятигорск). В восхождении приняло участие около 100 альпинистов. Во время экологического восхождения «Эльбрус-1991» со свалки, образовавшейся за годы восхождений вблизи гостиницы «Приют одиннадцати» (высота — около 4200 метров), было спущено около 20 тонн мусора. В рамках восхождения, 11 сентября 1991 года группа альпинистов впервые подняла на западную вершину Эльбруса государственные флаги России и Украины. Флаг России на вершину занес альпинист Константин Орлов (Россия, Пятигорск).
22 июля 2024 года на Западной вершине Эльбруса был установлен первый в мире счетчик восхождений.

## Инфраструктура
Практически вся сервисная инфраструктура прилегающих к Эльбрусу с юга и востока районов (гостиницы, турбазы, заведения общепита и т. п.) расположена вдоль Баксанского ущелья, по которому вплоть до самого подножия Эльбруса с его южной стороны (поляны Азау) проходит автомобильная дорога А158. Непосредственно на склонах Эльбруса инфраструктурные объекты представлены несколькими высокогорными приютами, гостиницей и канатными дорогами.
С северной стороны Эльбруса горная инфраструктура развита слабо и представлена палаточными лагерями, организуемыми на поляне Эммануэля различными туроператорами, и хижинами на одной из морен на высоте около 3800 метров, которые используются туристами и сотрудниками МЧС России.

### Высокогорные приюты

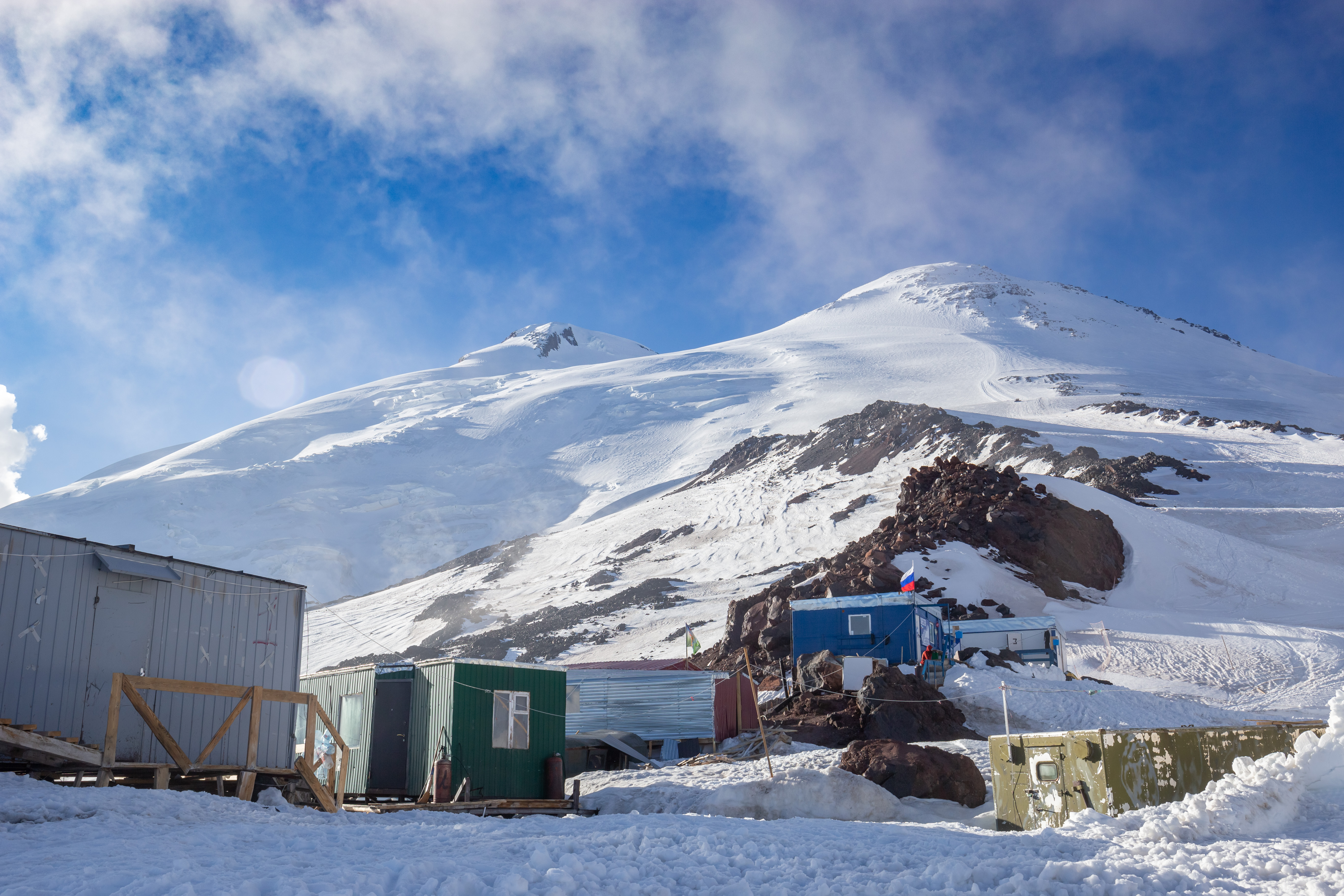
Приют «Мария», 4070 м.

Самое первое убежище для горовосходителей на южном склоне Эльбруса появилось в 1909 году на высоте 3200 метров. Это была каменная полуземлянка на пять человек, построенная Кавказским горным обществом. В 1932 году на высоте 4200 метров было возведено деревянное здание на 40 мест для туристов и альпинистов — «Приют одиннадцати», на базе которого в 1939 году начала действовать гостиница. В 1933 году на седловине Эльбруса был построен высокогорный приют «Седловина», а неподалёку от Приюта одиннадцати — метеостанция «Приют девяти».
В 1980-х годах в 100 метрах от конечной станции канатной дороги «Гара-Баши» был построен приют «Бочки», представляющий собой более десяти шестиместных утеплённых жилых вагончиков и кухню. В настоящее время это одно из основных мест старта туристов и альпинистов, совершающих восхождение на Эльбрус.
В 2001 году началось восстановление сгоревшего 16 августа 1998 года Приюта одиннадцати. Неподалёку от него установлен ряд жилых 12-местных вагончиков, кухня. По вечерам для подачи электроэнергии в вагончики работает дизель-генератор.
В сентябре 2012 года были завершены работы по строительству на седловине Эльбруса спасательного приюта «Станция EG 5300», ставшего самым высокогорным приютом Европы. Однако уже в декабре хижина была разрушена ветрами. В 2013 году в 300 м от основания EG5300 была построена скромная аварийная хижина на 4—6 чел., функционирующая до сих пор. В 2014 году на южном склоне Эльбруса на высоте 3900 метров построена самая высокогорная гостиница Европы «LeapRus», которая вмещает до 40 человек.

### Канатные дороги

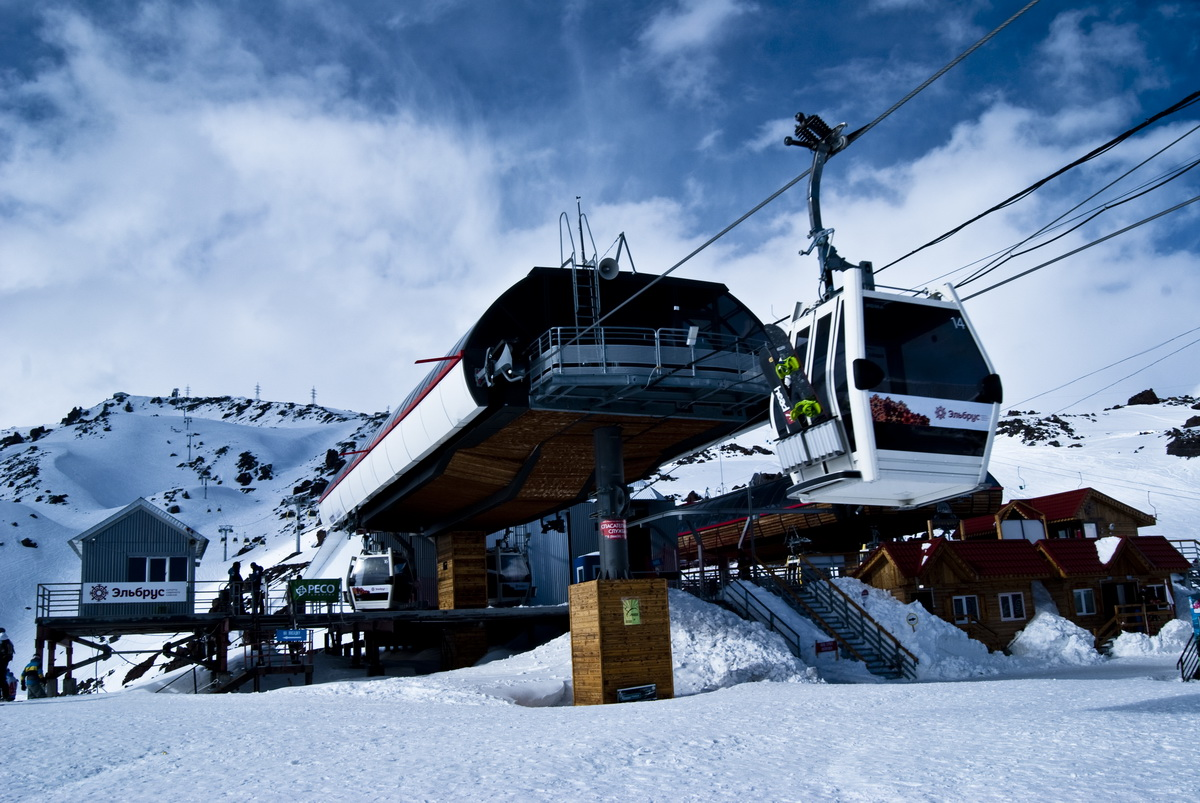
Канатная дорога «Эльбрус»

Первая очередь канатно-маятниковой дороги «Эльбрус-1» от станции «Азау» (2350 м) до станции «Кругозор» (3000 м) была запущена в 1969 году. Её протяжённость составляет 1740 метров при перепаде высот 650 метров. В 1976 году была введена в эксплуатацию вторая очередь дороги от станции «Кругозор» до станции «Мир» (3500 метров над уровнем моря). Её длина 1800 метров, перепад высот 500 метров. В конце 1970-х была построена и канатно-кресельная дорога от станции «Мир» до станции «Гарабаши» (3780) протяжённостью 1000 метров и перепадом высот 250 метров.
В 2006 и 2009 годах были открыты две очереди новой современной канатной дороги «Эльбрус» гондольного типа, которые соединили нижнюю возвратную станцию на поляне «Азау» со станцией «Мир». Новая канатная дорога работает параллельно существующей маятниковой канатной дороге.
27 декабря 2015 года была введена в эксплуатацию третья очередь канатной дороги от станции «Мир» до станции «Гарабаши» длиной 1675 метров, что сделало её второй по высоте канатной дорогой в Европе (высшая точка подъёма 3847 метров) после канатной дороги в Церматте (Швейцария). Пропускная способность станции «Гарабаши» составляет 750 человек в час.
Канатную дорогу со временем планируется продлить вплоть до Восточной вершины Эльбруса.
В 2024 объявили о строительстве дополнительной канатной дороги параллельно «Азау - Мир» до высоты 3670 метров.

## Маршруты восхождения
По данным российских и зарубежных классификаторов, всего на Эльбрус категорированы около десяти различных маршрутов (при этом восхождения на Восточную и Западную вершины различают).

### Классический маршрут
по южному склону

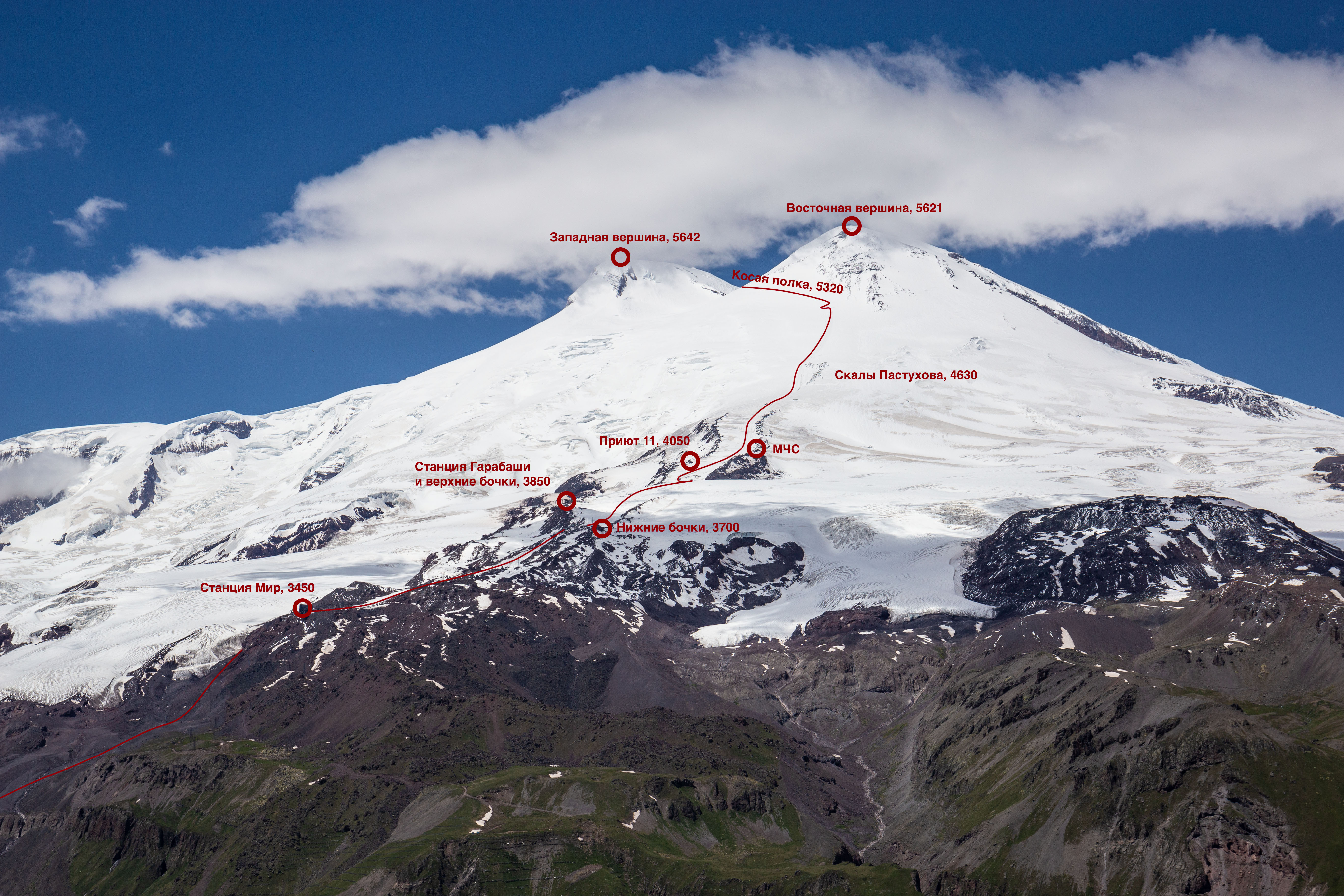
Классический маршрут с юга

Является наиболее популярным. Сложность маршрута по российской классификации 1Б. Маршрут начинается, как правило, от приюта «Бочки» (конец канатной дороги, 3720 м) и идёт практически ровно вверх под Восточную вершину, мимо бывшего Приюта одиннадцати (4050 м), многочисленных новых приютов и скал Пастухова (4550—4700) до высоты примерно 5100 метров, откуда по так называемой «косой полке» осуществляется выход на седловину (5416). Далее от седловины очевидный подъём на любую из вершин. Как правило, продолжительность восхождения с учётом транспортных издержек, акклиматизационных выходов, погоды и степени готовности восходителей занимает 7—10 дней (непосредственно путь от Приюта 11 до вершины для подготовленных спортсменов занимает 5—6 часов без учёта времени на спуск).
по северному склону
Сложность маршрута по российской классификации 2A. Маршрут начинается от базового лагеря на высоте 2500 метров и ведёт через Северный приют (3700) и скалы Ленца (которые являются хорошим естественным ориентиром) на Восточную вершину. В верхней части маршрута возможно уйти траверсом в направлении седловины и далее на Западную вершину. Особенностью маршрута (по сравнению с южным) является меньшая концентрация инфраструктуры (несмотря на то, что с 2012 года на поляне Эммануэля (2600 м) и на скалах перед ледником (3750 м) появился ряд новых хижин и палаточных лагерей), что требует от участников восхождения большей автономности и большей туристической квалификации. Основной же проблемой является 2000 м вертикального набора высоты от последнего стационарного лагеря, в то время как с юга эта проблема нивелирована большим количеством коммерческих ратраков.

### Маршрут по восточному ребру
Сложность маршрута 2А. Подъём начинается от села Эльбрус и проходит по ущелью Ирикчат, через одноимённые перевал и ледник до начала восточного рёбра — Ачкерьякольского лавового потока, вдоль которого осуществляется подъём на Восточную вершину (к началу гребня возможны варианты подходов).

### Маршрут с запада
Сложность маршрута 3А. Подъем начинается из поселка Хурзук, проходит через скалу «Утюг» и западное ледовое плато и ведёт на Западную вершину.

### Другие маршруты
Подъём на Восточную и Западные вершины в рамках одного восхождения (маршрут «Крест») имеет сложность 2Б. К более сложным маршрутам, восхождения по которым возможны только для подготовленных спортсменов-альпинистов (горных туристов), относятся комбинированные маршруты Эльбрус (Западная) по северо-западному ребру (3А) и Купол (Западное плечо Эльбруса) по южной стене (5А).

## Несчастные случаи
Несмотря на сравнительную простоту восхождения на вершины Эльбруса, на нём ежегодно, по разным оценкам, гибнет от пятнадцати до двадцати человек, что составляет порядка 80 % всех несчастных случаев в Приэльбрусье. Среди погибших и пострадавших не только туристы-любители (так называемые «дикие туристы»), но и, зачастую, опытные подготовленные спортсмены с соответствующим горным опытом.
Основными объективными опасностями на маршрутах восхождения являются многочисленные ледниковые трещины, погодные условия — в силу специфического расположения и своего доминирующего положения погода на Эльбрусе может испортиться в считанные часы, что, наряду с уменьшением видимости и резким падением температуры (номинальной и ощущаемой), приводит к потере ориентации и гипотермии, а также возможная недостаточная высотная акклиматизация восходителей и такие связанные с ней факторы, как обезвоживание, значительное ухудшение самочувствия и, как следствие, потеря концентрации внимания.
Точной статистики по всем погибшим и пострадавшим на Эльбрусе нет. Из числа организованных альпинистских восхождений в период с 1929 по 2010 годы на Эльбрусе погибли 29 спортсменов уровня квалификации вплоть до «Мастера спорта». Характерными причинами гибели являются гипотермия и травмы, полученные в результате срывов или падения в трещины. Из случаев массовой гибели восходителей наиболее известны трагедии 9 мая 2006 года, когда на седловине Эльбруса замёрзли одиннадцать из двенадцати туристов, совершавших восхождение за Западную вершину и 23 сентября 2021 года, когда группа из 19-и альпинистов-любителей в сопровождении четырёх альпинистов-профессионалов попала в тяжёлые метеоусловия на высоте 5400 м, тогда погибли 5 человек.
В июле 2009 года на высоте 5100 метров недалеко от вершины Кюкюртлю, являющейся частью массива Эльбрус, при приземлении разбился вертолёт Ми-8, принадлежавший МЧС России. В салоне была экспедиция Валерия Розова, известного бейсджампера и альпиниста. Происшествие обошлось без погибших, легко пострадал бортинженер. Группе удалось спуститься к спасателям до темноты. Сам вертолёт так и остался лежать на высоте 5100.

## Галерея

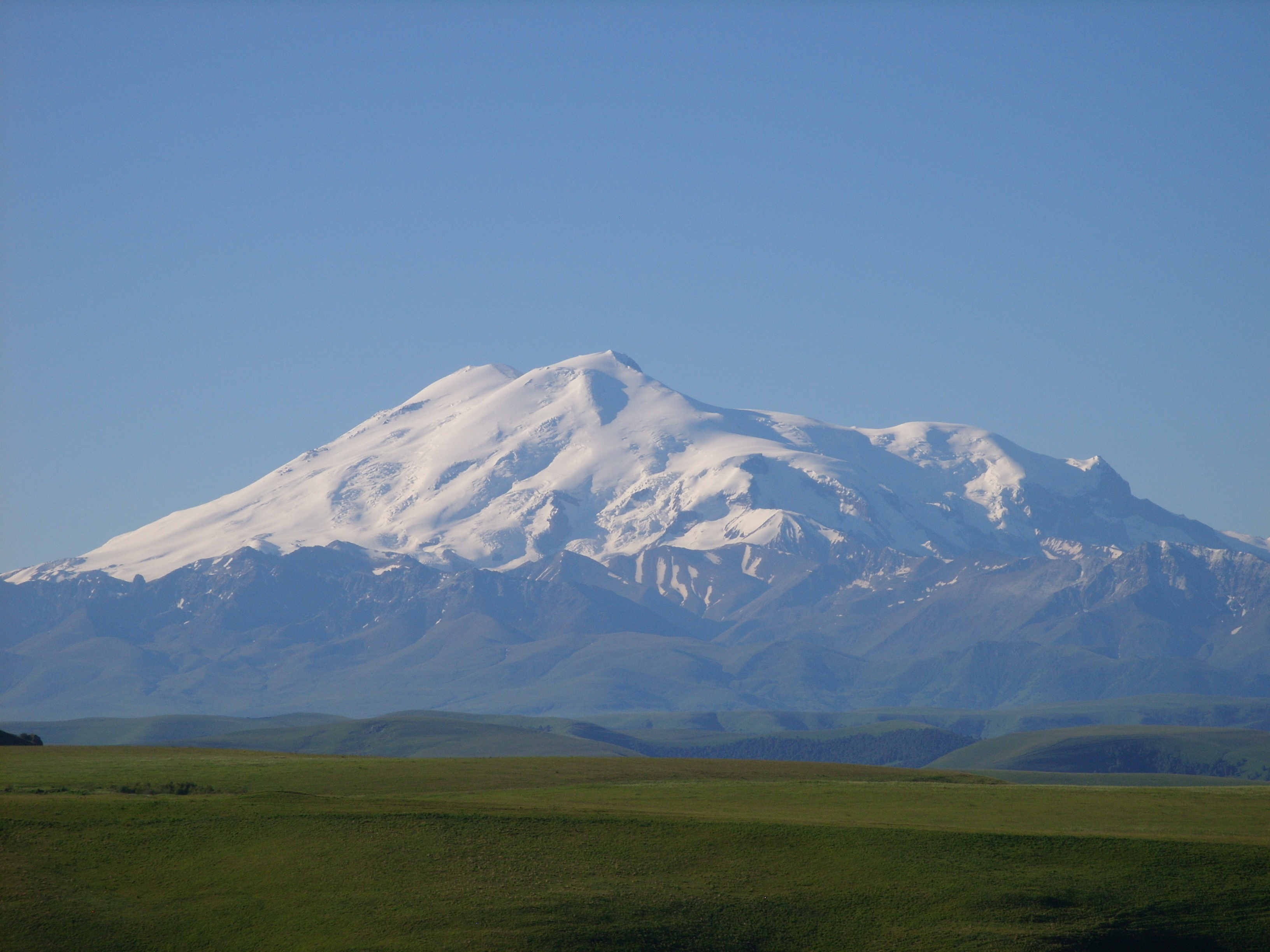
Вид на Эльбрус с перевала Гумбаши
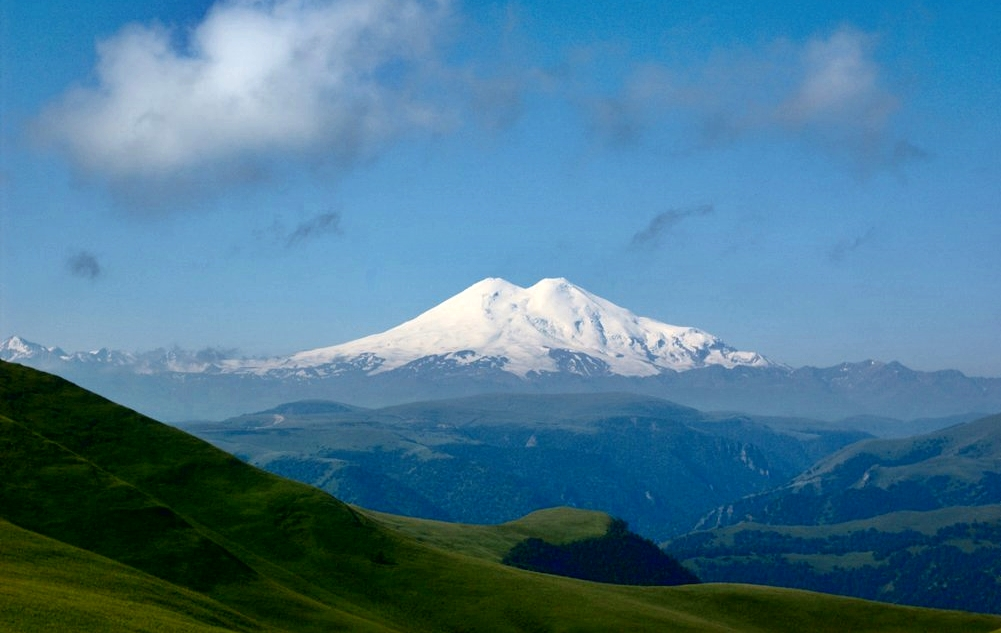
Эльбрус. Вид с урочища Шатджатмаз
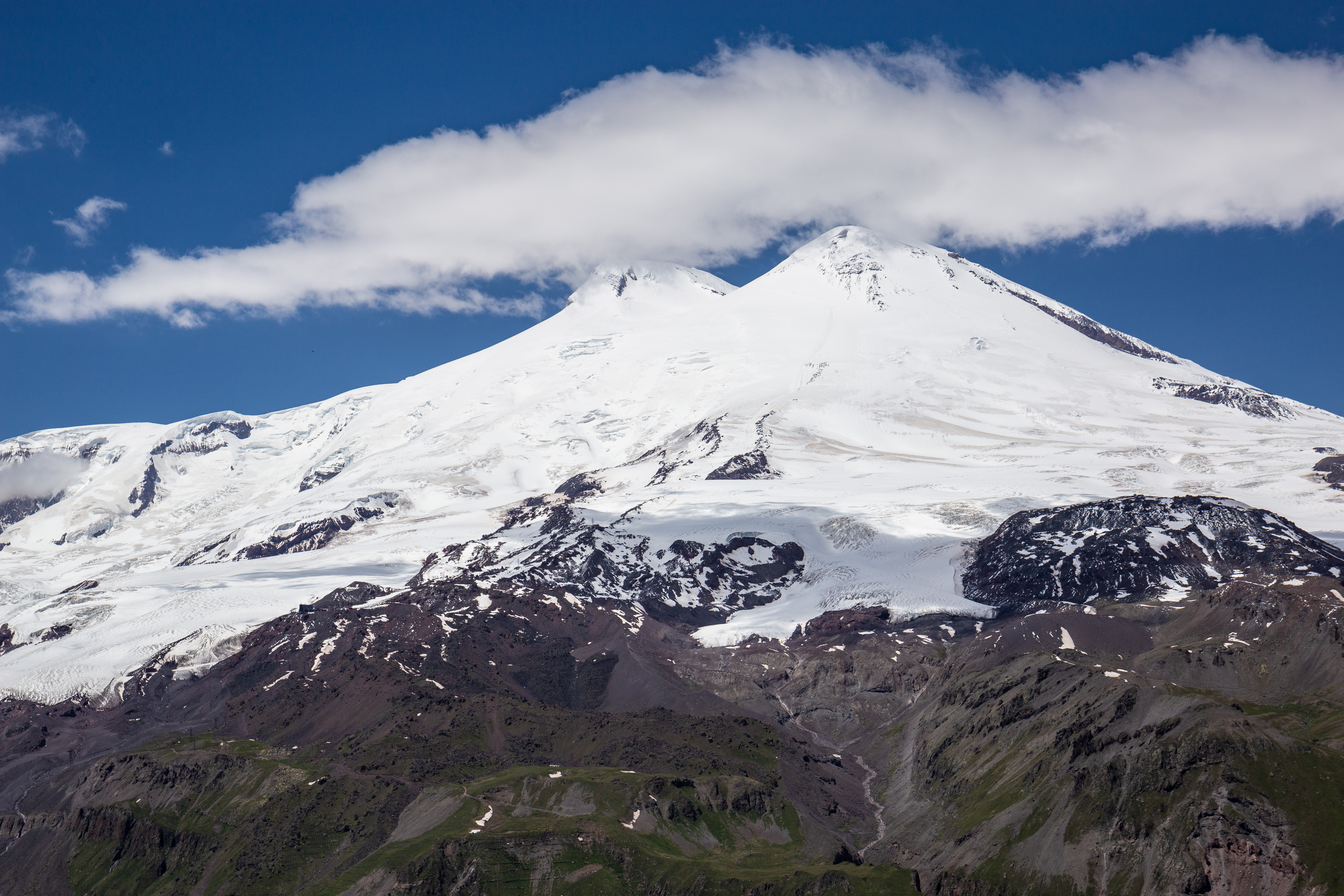
Вид на Эльбрус с Чегета
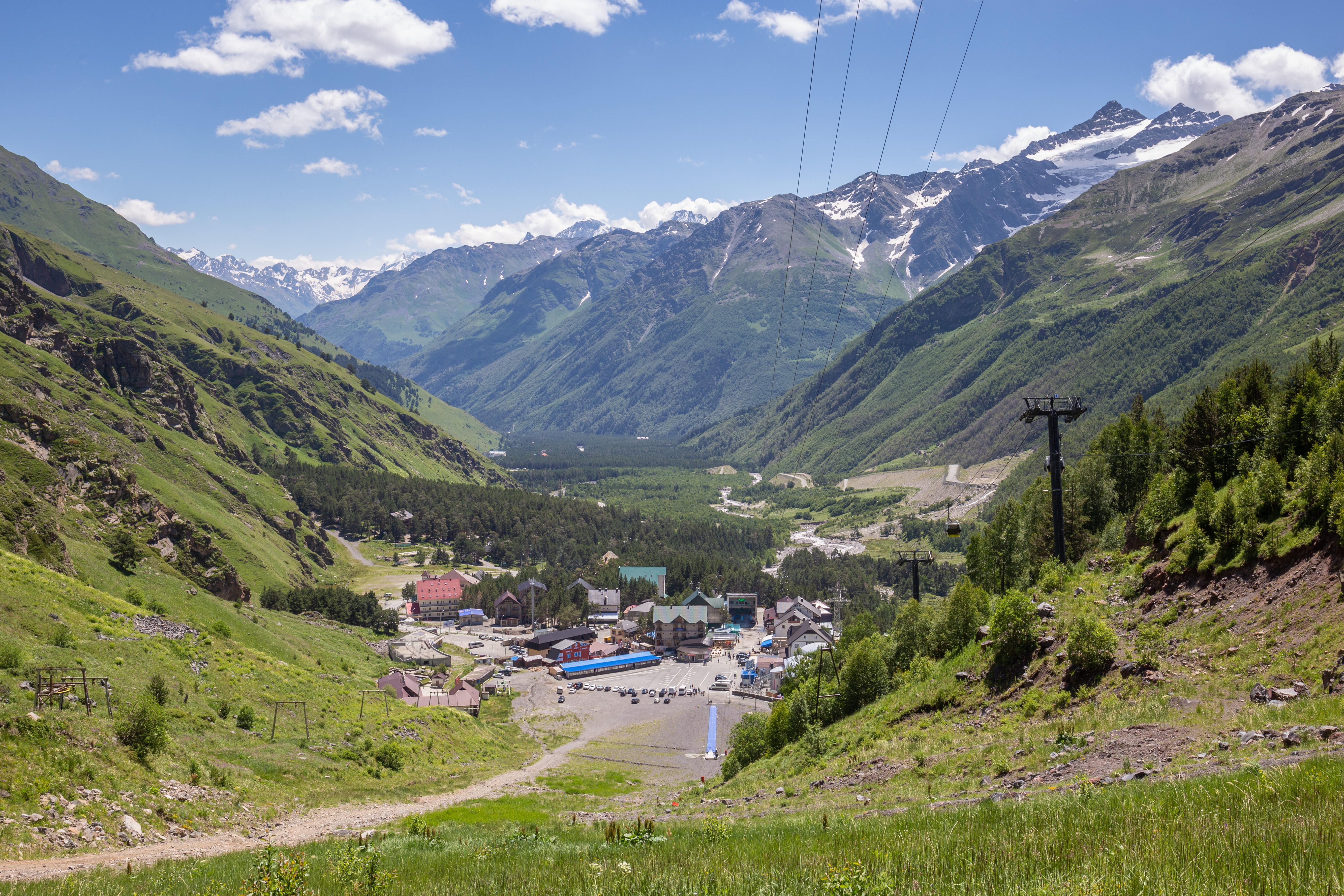
Вид на Поляну Азау (2350 м)
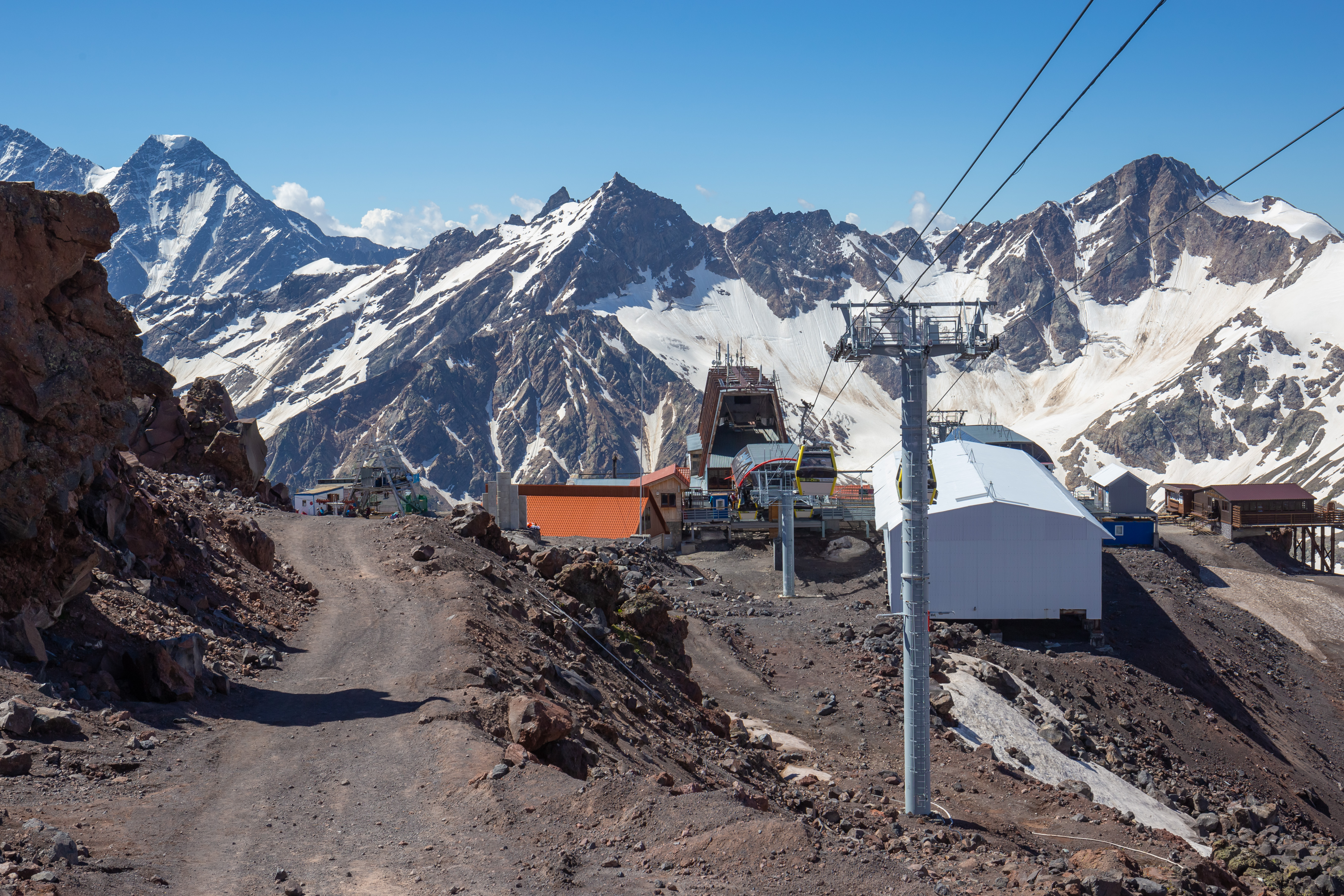
Канатная дорога, станция «Мир» летом (3460 м)
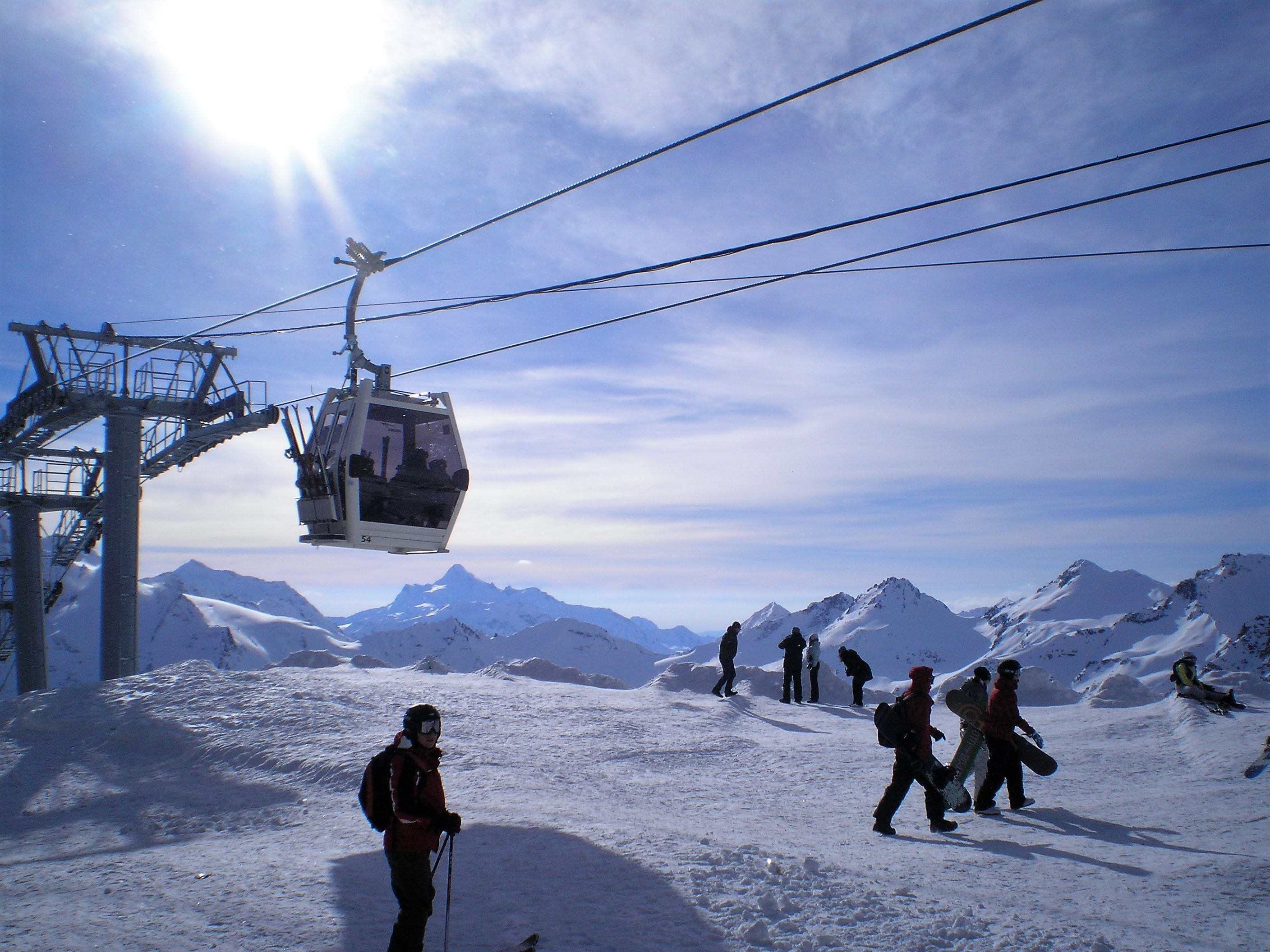
Канатная дорога, станция «Мир» зимой (3460 м)
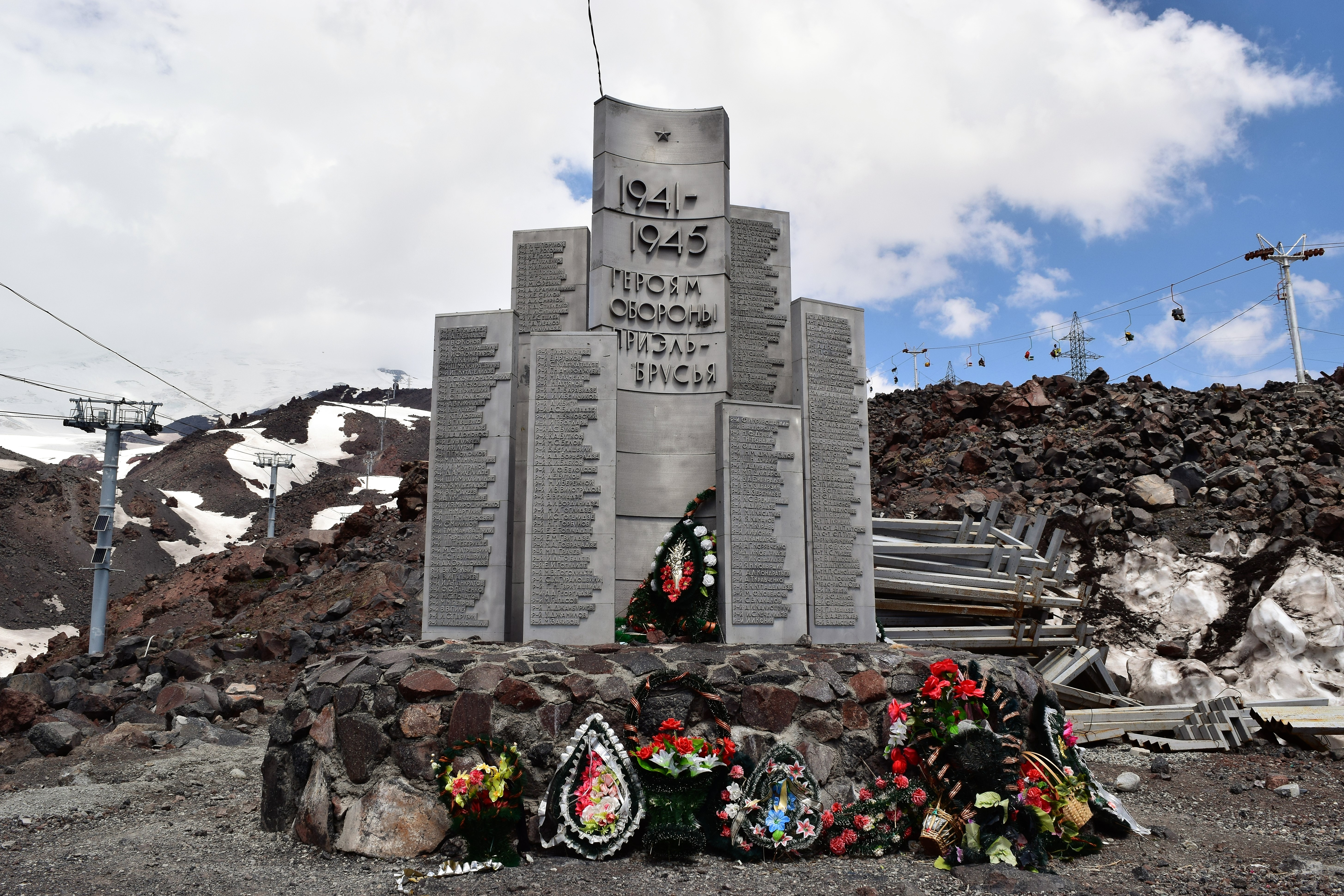
Памятник защитникам Приэльбрусья рядом со станцией «Мир» (3460 м)
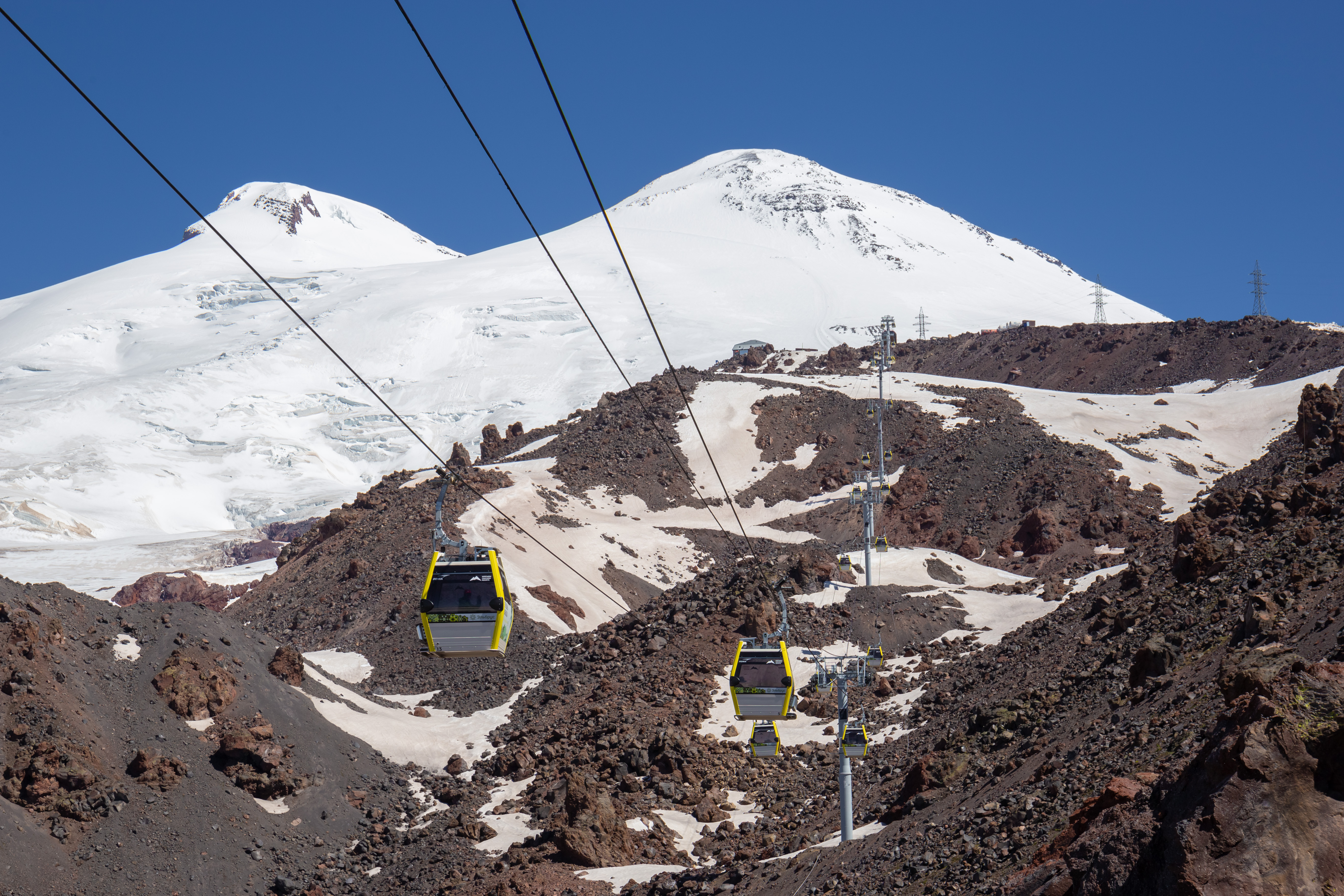
Канатная дорога от станции "Мир" до станции «Гарабаши» в июле (3500 м)
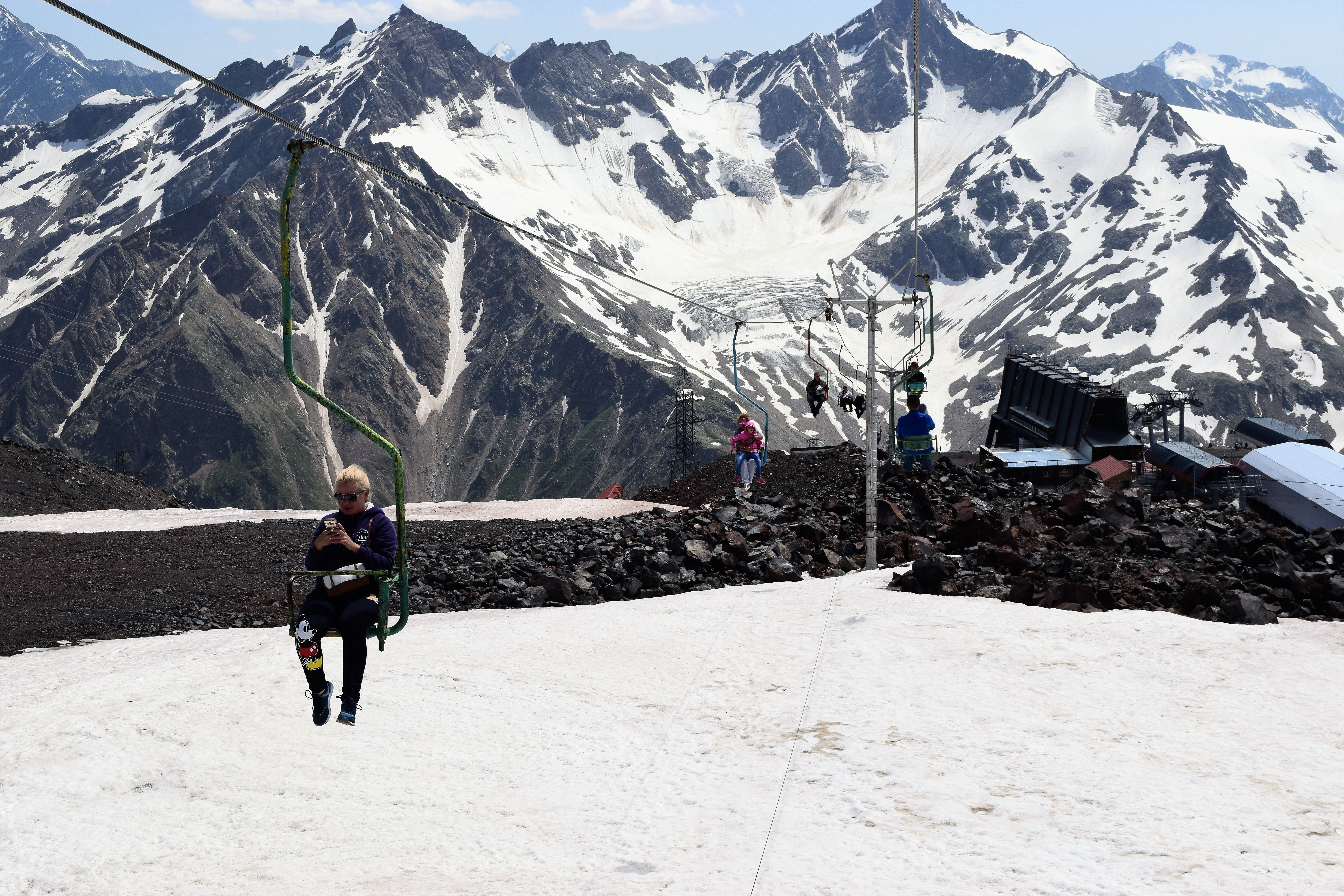
Эльбрус, третья очередь канатной дороги «станция Мир — станция Гара-Баши» (3850 м)
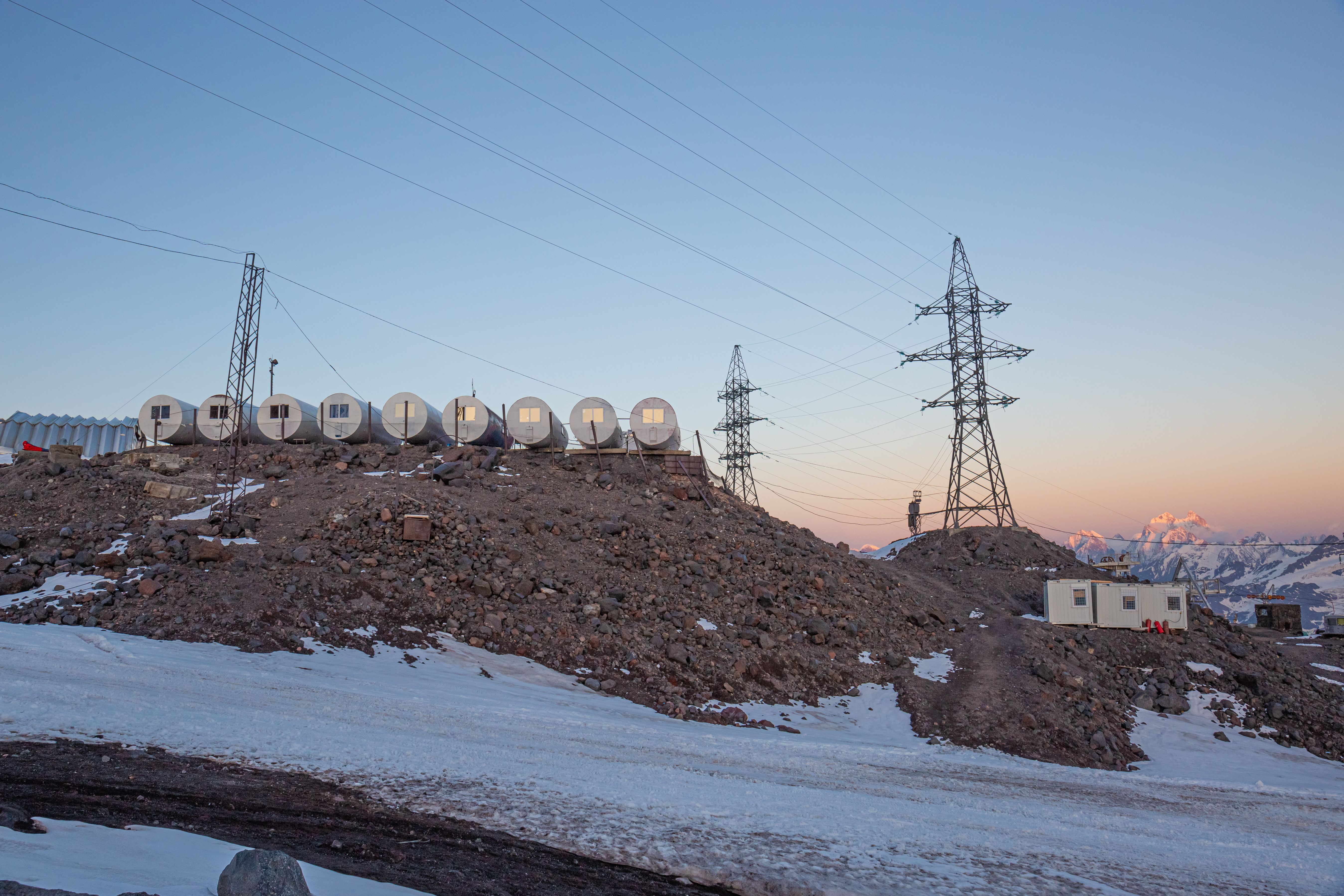
Бочки около нижней станции Гара-Баши (3700 м)
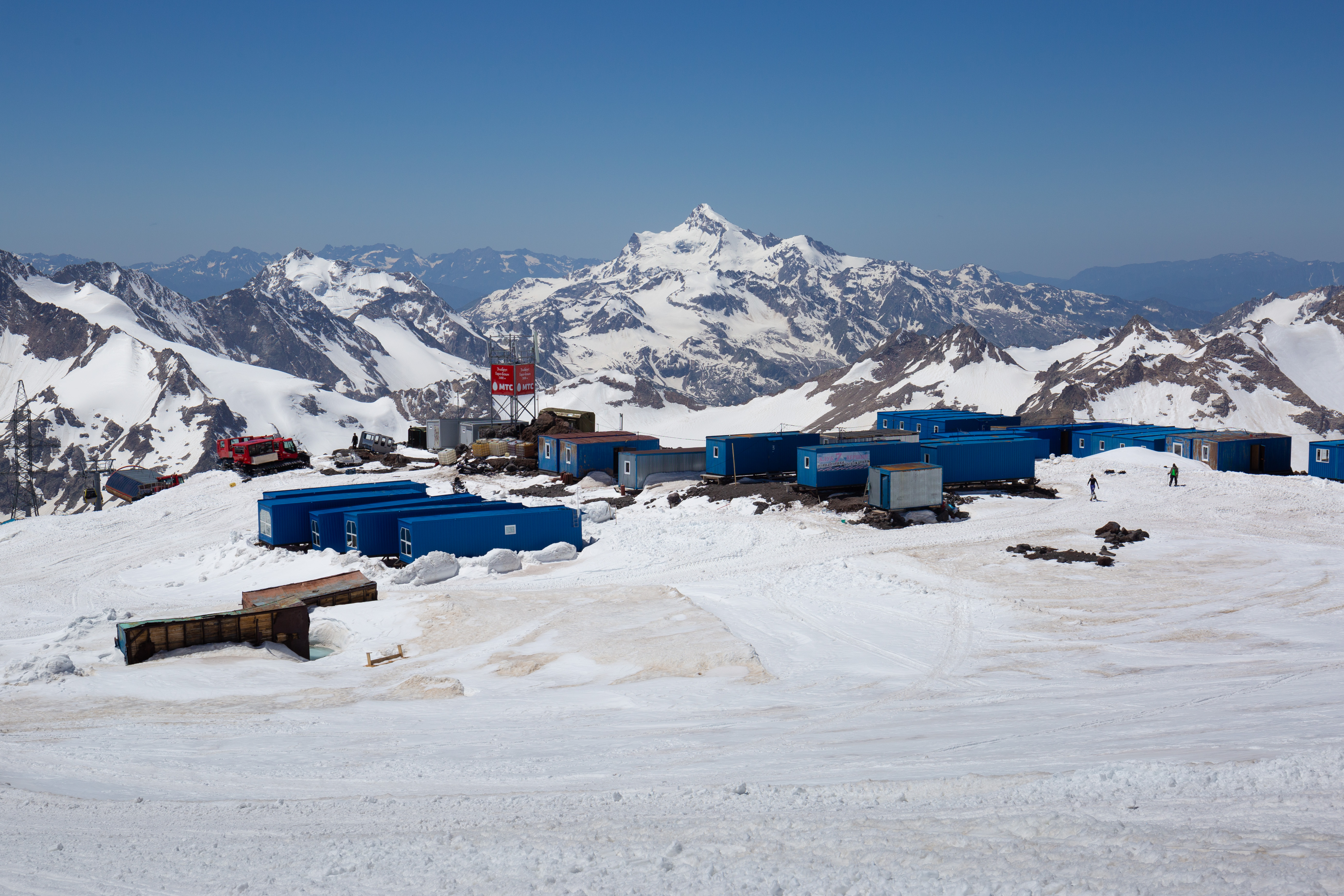
Домики-приюты около верхней станции Гара-Баши (3850 м)
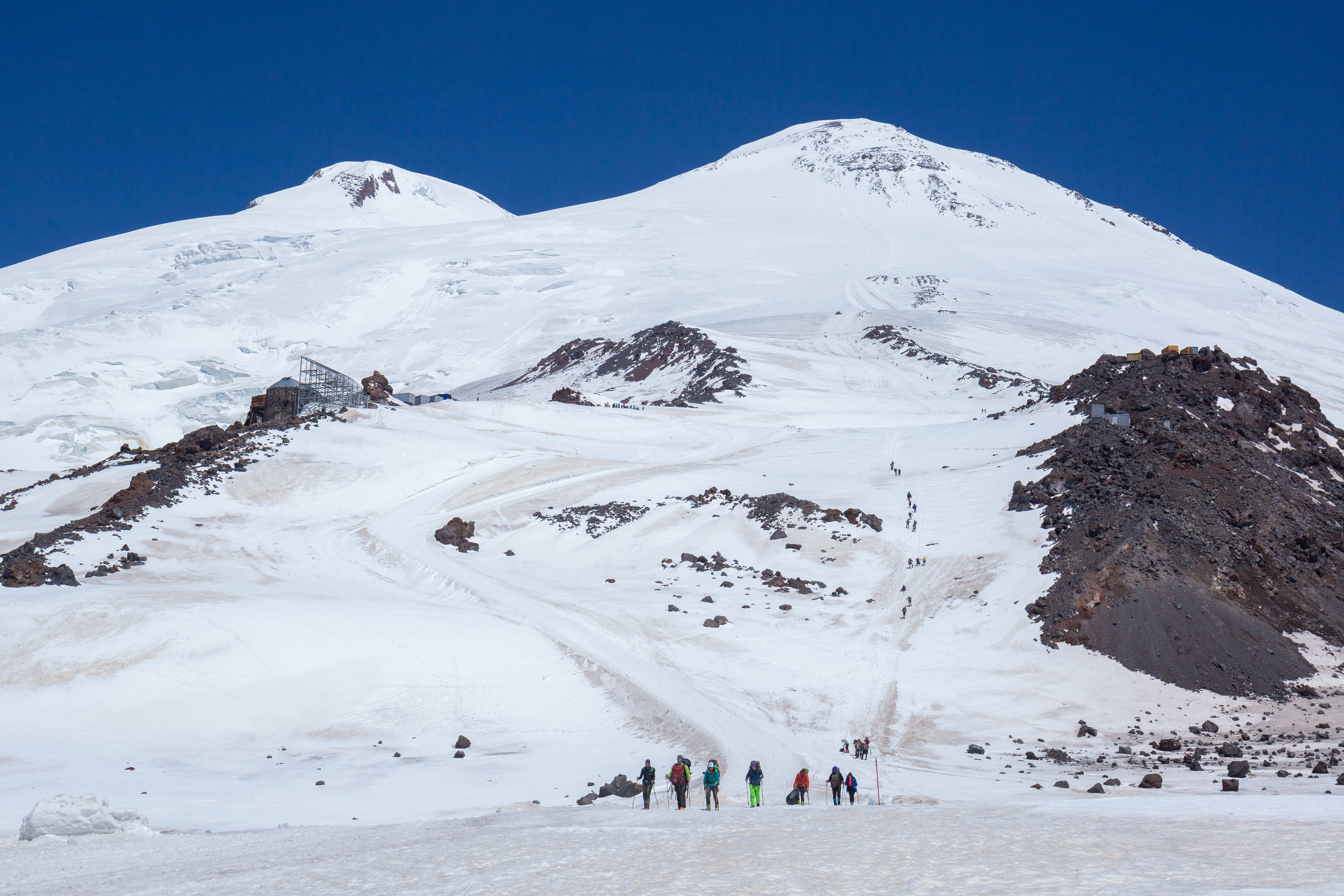
Вид на Приют одиннадцати, скалы Пастухова и косую полку (3960 м)
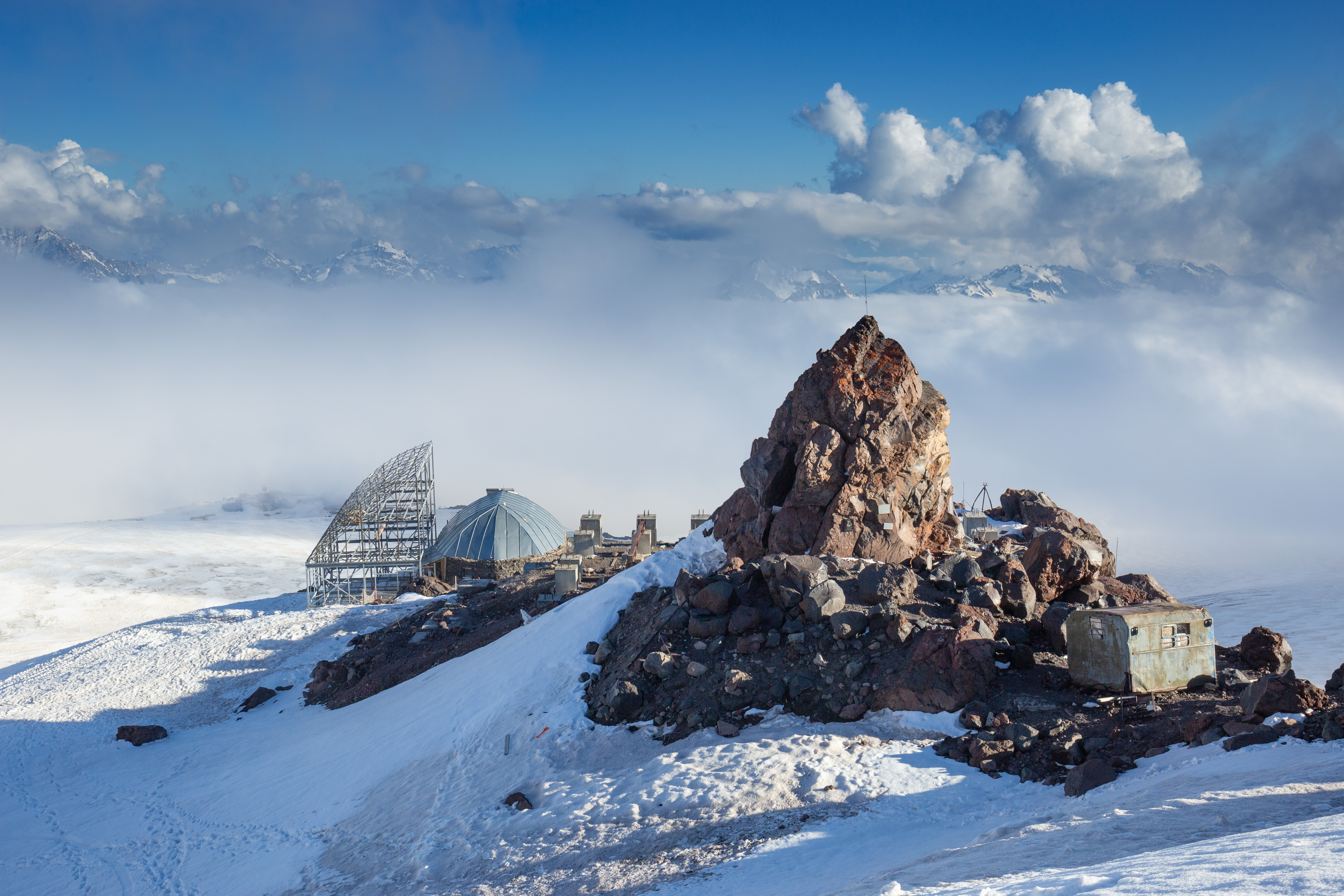
Приют одиннадцати (4050 м)
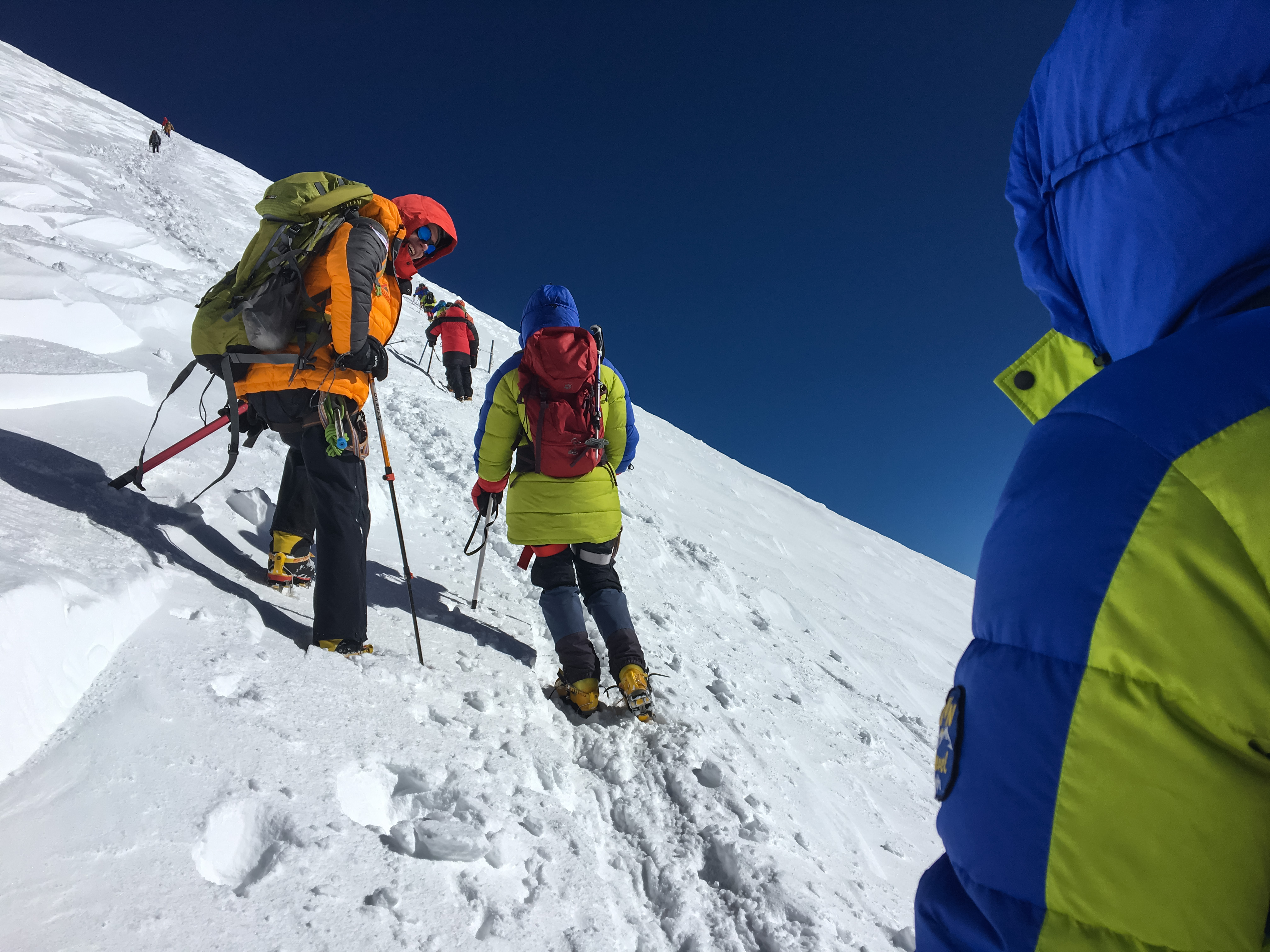
Альпинисты поднимаются на Западную вершину с седловины (5416 м)
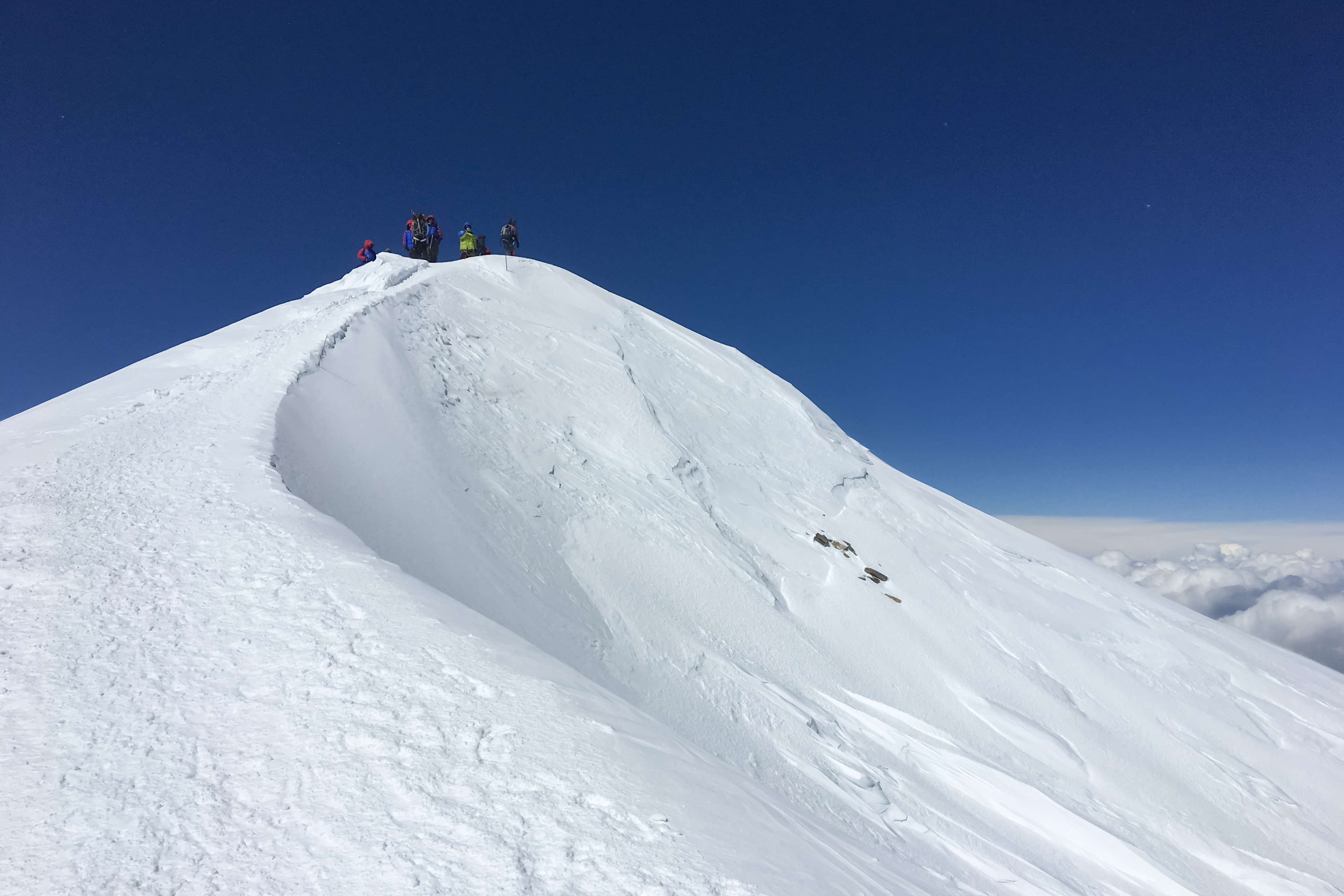
Западная вершина Эльбруса (5642 м)
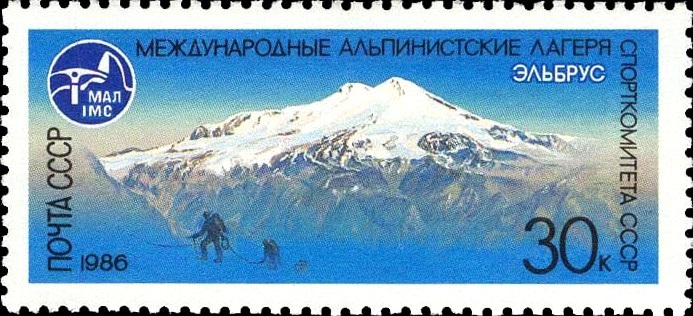
Почтовая марка СССР № 5760. 1986 г. Эльбрус.
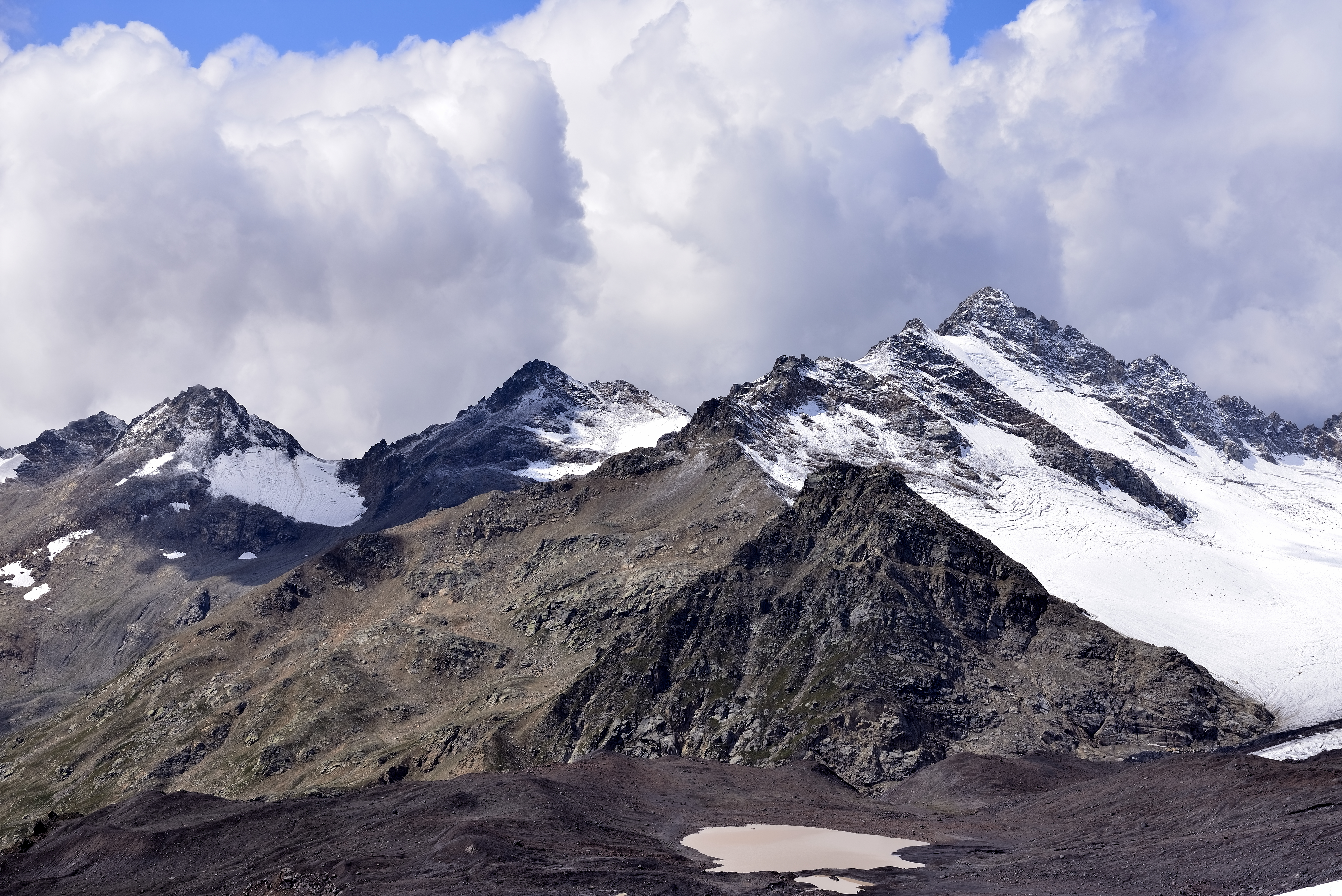
Озеро Азау (Эльбрусское озеро)
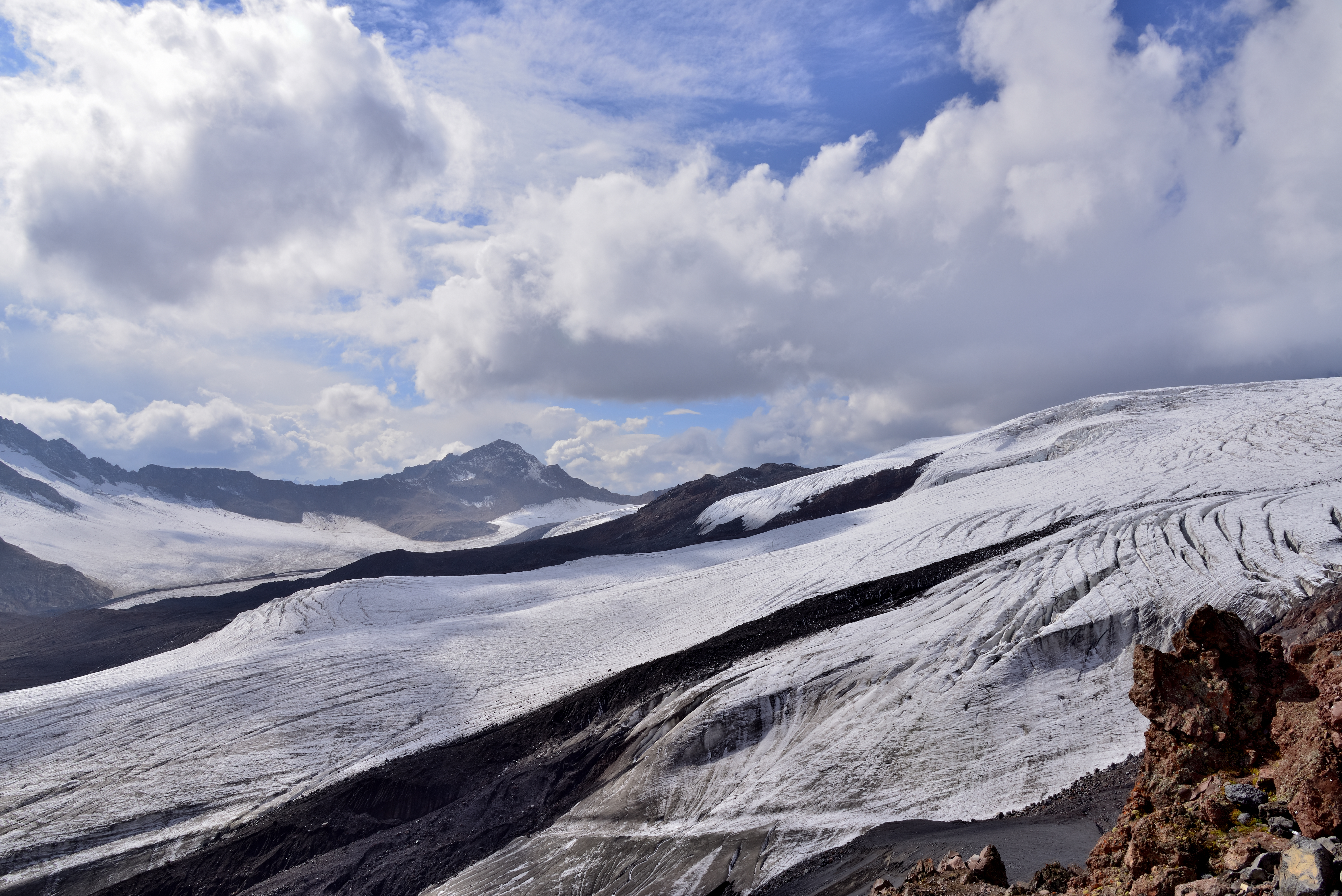
Боковой вид на ледник Малый Азау